# Varnsdorf
Varnsdorf (německy Warnsdorf, hornolužickosrbsky Warnoćicy) je město v nejsevernější části Česka, ve východní části Ústeckého kraje, v okrese Děčín, na jihovýchodě Šluknovského výběžku. Protéká jím řeka Mandava a je ze tří stran obklopen územím Německa. Leží 32 kilometrů východně od Děčína a 34 kilometrů severozápadně od Liberce.
Obec s rozšířenou působností Varnsdorf je počtem obyvatel druhým největším městem okresu Děčín, žije zde přibližně 15 tisíc obyvatel, výměra katastru města je 26,21 km2. Skládá se z  částí Varnsdorf, Studánka a Světliny 1. díl. Ve Varnsdorfu jsou hraniční přechody do Německa: silniční Varnsdorf-Seifhennersdorf a Varnsdorf-Großschönau, dále přes město vede peážní železniční trať Mittelherwigsdorf–Varnsdorf–Eibau, ze které odbočuje trať Rybniště–Varnsdorf.
Dějiny města začínají ve 2. polovině 14. století založením zemědělských dvorů. V roce 1830 se zde konalo první úplné liturgické provedení Beethovenovy slavnostní mše Missa solemnis. Varnsdorf byl povýšen na město v roce 1868, do té doby byl největší vesnicí Rakouska-Uherska. Ve stejném roce přijel do Varnsdorfu první vlak z Děčína a díky železnici nastal rozvoj průmyslu, především strojírenského a textilního. Ve druhé polovině 19. století měl Varnsdorf přezdívku „Malý Manchester v českém Nizozemí“ nebo také „Severočeský Manchester“. V roce 1872 zde vzniklo společenství starokatolické církve. Po druhé světové válce došlo k vysídlení drtivé většiny původního obyvatelstva. V roce 1947 zde proběhla stávka, která měla podstatný vliv na únorové události roku 1948. Po druhé světové válce se Varnsdorfu říkalo „město mládí, zahrad a komínů“.

## Název
Jméno Warnsdorf označovalo Wernarovu ves. Poprvé ji zmiňuje žitavská kronika v roce 1341 v souvislosti s Jindřichem z Varnsdorfu. Existuje pověst, podle které Wernar varoval (německy warnen = varovat) pocestné před loupežníky, kteří řádili v okolí Varnsdorfu. Na rozdíl od jiných měst v pohraničí nedošlo k přejmenování, město nikdy nemělo český název. Část Studánka se německy nazývala „Schönborn“ (schön německy krásný, der Born německy studánka), obec se nacházela u studánky. České jméno dostala obec po roce 1945 podle překladu druhé části německého názvu Born – Studánka. Světliny 1. díl se německy jmenovaly „Lichtenhain 1. Ant.“ podle knížecího rodu Lichtenštejnů (německy der Hain = háj, lesík). Název po roce 1945 vychází z chybného překladu první části názvu do češtiny (německy das Licht = světlo).

## Historie

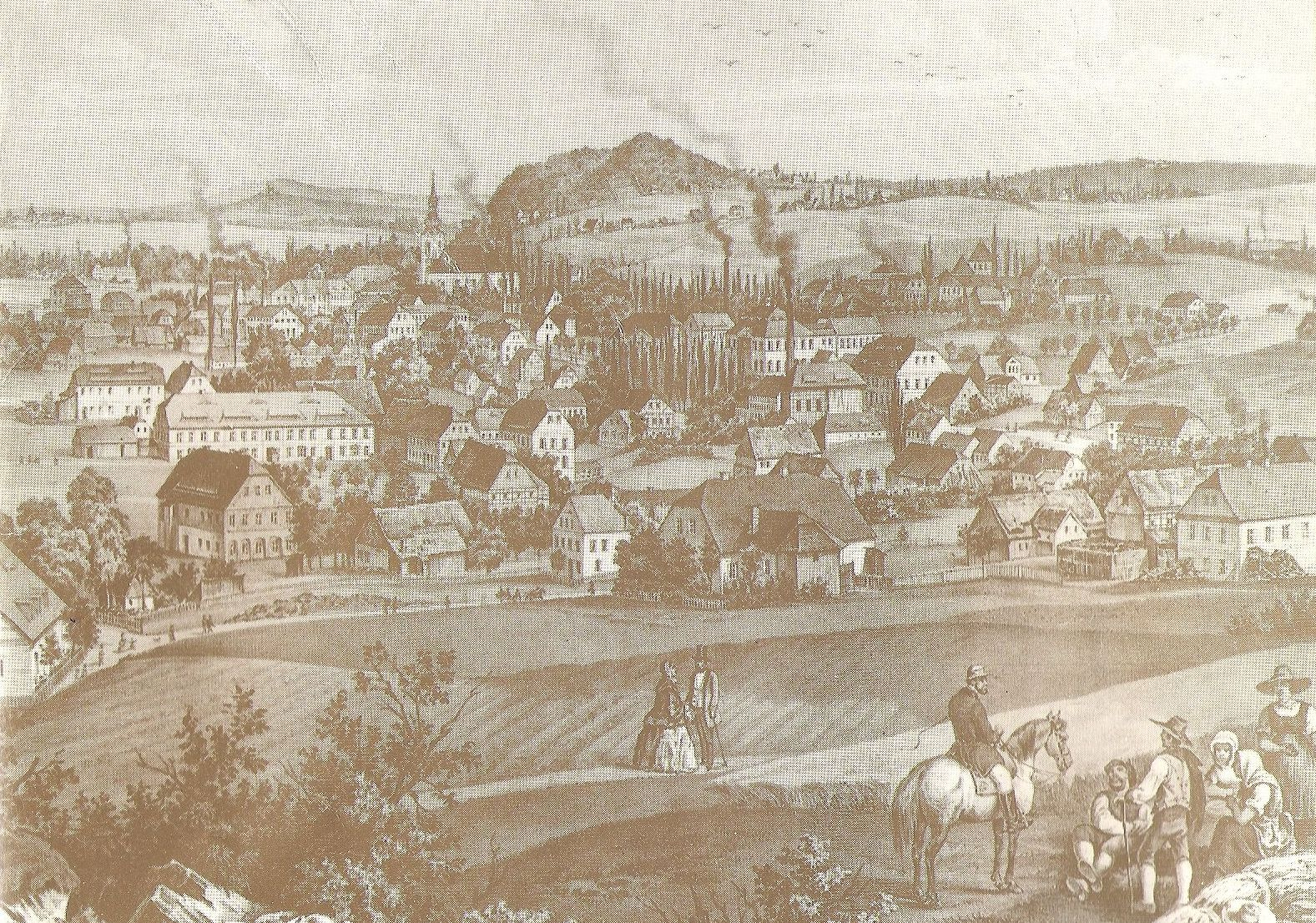
Celkový pohled na Varnsdorf z roku 1821

### Počátky osídlení
Oblast, kde se dnes nachází Varnsdorf, byla podle indicií řídce obydlena již v dobách na přelomu našeho letopočtu, kdy na území Čech žil germánský kmen Markomanů a v Horní Lužici kmen Semnonů. Po porážkách, které tyto kmeny utrpěly od Římanů, se kraj na místě dnešního Varnsdorfu na několik století proměnil v liduprázdnou divočinu s neprostupnými hvozdy. Nejprve lužický kmen Milčanů žijící v Horní Lužici odtud vytlačil Germány, kteří zde setrvávali z dřívějších dob. Germáni byli nuceni hledat nová sídliště a někteří se usadili v údolí Mandavy, v údolí Staré řeky, což je její původní název z konce 1. tisíciletí našeho letopočtu. Milčané byli vytlačeni ve 13. století německou kolonizací.
Na území Varnsdorfu vznikla první vesnice kolem roku 1200 a jejími majiteli byli Berkové z Dubé. Poté kraj na místě dnešního Varnsdorfu patřil Vartenberkům (přibližně od roku 1310) a pak Šlejnicům (od roku 1494). Za Šlejniců se okolí Varnsdorfu hospodářsky povzneslo díky těžbě stříbra v Jiřetíně pod Jedlovou.
Do konce 14. století byl na území Varnsdorfu rytířský manský statek pánů z Varnsdorfu. Od nich pochází dnešní znak Varnsdorfu, bílý půlměsíc a hvězda v modrém poli. Husitství kraj významněji nezasáhlo; území Varnsdorfu bylo pod ochranou Žitavy.

### Novověk

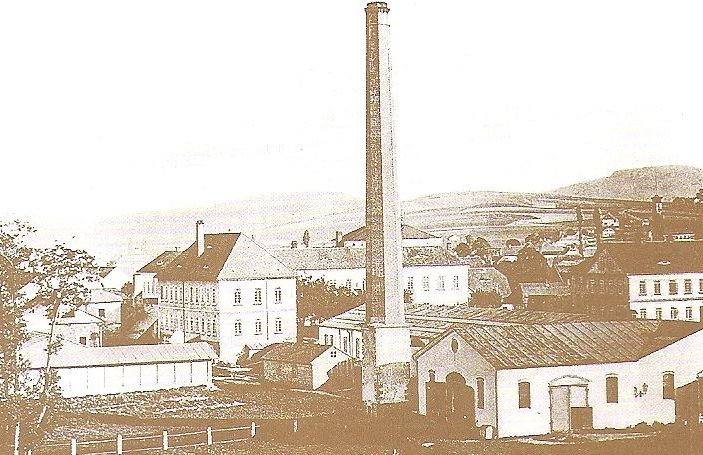
Fotografie Fröhlichovy továrny z roku 1850, nejstarší fotografie z Varnsdorfu

Obyvatelé Varnsdorfu přijali luterství již v roce 1535 a setrvali při něm až do rekatolizace po vydání Obnoveného zřízení zemského. Roku 1570 se Varnsdorf stal samostatným panstvím, kterým zůstal do konce třicetileté války. Po roce 1620 bylo varnsdorfské panství zkonfiskováno a v roce 1641 prodejem přičleněno k rumburskému panství. Za třicetileté války byl v letech 1639 až 1643 Varnsdorf obsazen švédskými vojsky. V roce 1642 byl dobyt a zničen 7 km vzdálený hrad Tolštejn. Po třicetileté válce emigrovalo nekatolické obyvatelstvo; v roce 1627 odešlo do sousedního Saska okolo 250 lidí, které od roku 1635 bylo zahraničím. Berní rula z let 1653–1655 zachytila ve Varnsdorfu 32 statků, 20 statků bylo opuštěných a 3 se znovu osídlovaly. Ve Varnsdorfu bylo 25 chalup, 7 se osídlovalo a 10 bylo pustých, pustá usedlost zahradníka, 34 domků na obecním pozemku, jeden se osídloval a 17 bylo pustých.
Z té doby pochází první známý popis Varnsdorfu: „Stavení, kde lidé bydlí, může býti.“(dá se v nich bydlet) „ostatek zpustlý, z nichž se všech pustých doložených lidé pro víru zběhli,“(protestantskou)„po kterých se zase někteří osazují. Pole žitná, luk s potřebu, leží u hranice s Lužicí, jednu míli od Žitavy. Živí se tkaním lnu a chovem dobytka.“ V roce 1678 již zase žilo ve Varnsdorfu 600 obyvatel.
Panství v roce 1681 odkoupili Lichtenštejnové, kterým patřilo až do roku 1919.
Počátkem 18. století se ve Varnsdorfu začala rozvíjet textilní výroba, nejprve plátenické manufaktury a roku 1786 se začala dovážet bavlna. V roce 1777 byla založena firma Frölich, která od roku 1790 vyráběla samet. K dalšímu rozkvětu textilního průmyslu došlo za napoleonských válek.
V roce 1804 nabídl císař František I. Varnsdorfu povýšení na město, což bylo představiteli obce s díky odmítnuto. Za napoleonských válek Anglie v textilním průmyslu nekonkurovala, po skončení válek zboží z Anglie opět ovládlo světové trhy. Místní podnikatelé začali pašovat lacinou anglickou přízi ze Saska, a tím místní přadláci začali přicházet o práci. V letech 1817 až 1837 zde působilo úspěšné bosácké hnutí, které se organizovaně bránilo proti těmto praktikám.
Dne 28. března 1829 došlo ve městě k velkému požáru, shořelo 11 domů, dvě stodoly a požár výrazně poškodil varnsdorfský kostel svatého Petra a Pavla. Roztavily se kostelní zvony, zcela zničeny byly hodiny, varhany a lustr.
V roce 1830 byla ve varnsdorfském kostele svatých Petra a Pavla poprvé provedena celá Beethovenova slavnostní mše Missa Solemnis v rámci bohoslužeb – předtím byla uváděna pouze koncertantně.

### Období mezi rokem 1848 a 1945

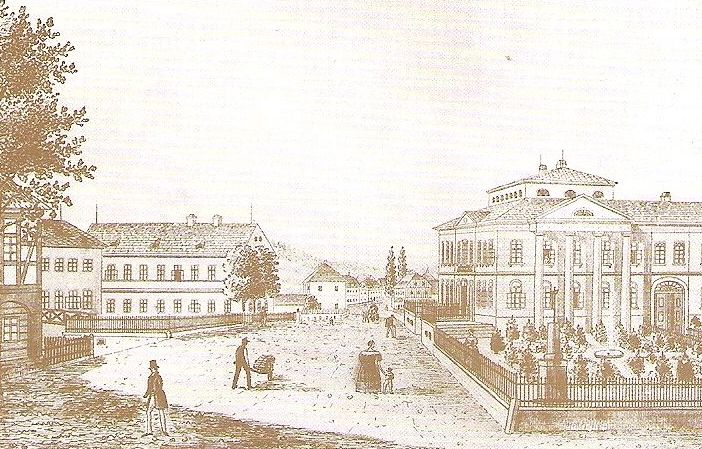
Fröhlichova továrna se Středním mlýnem, který byl v provozu do roku 1870

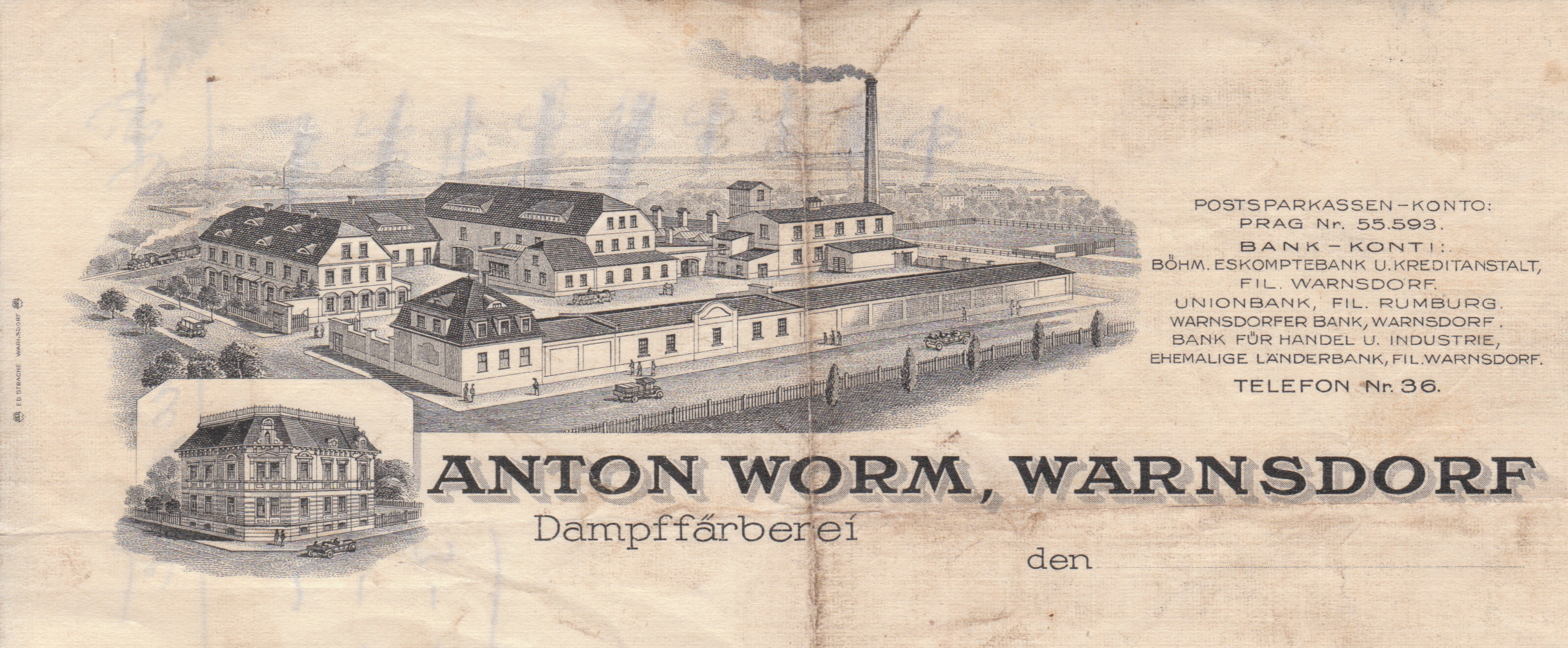
Parní barvírna Anton Worm, jeden z menších průmyslových závodů ve Varnsdorfu, 20. léta 20. století

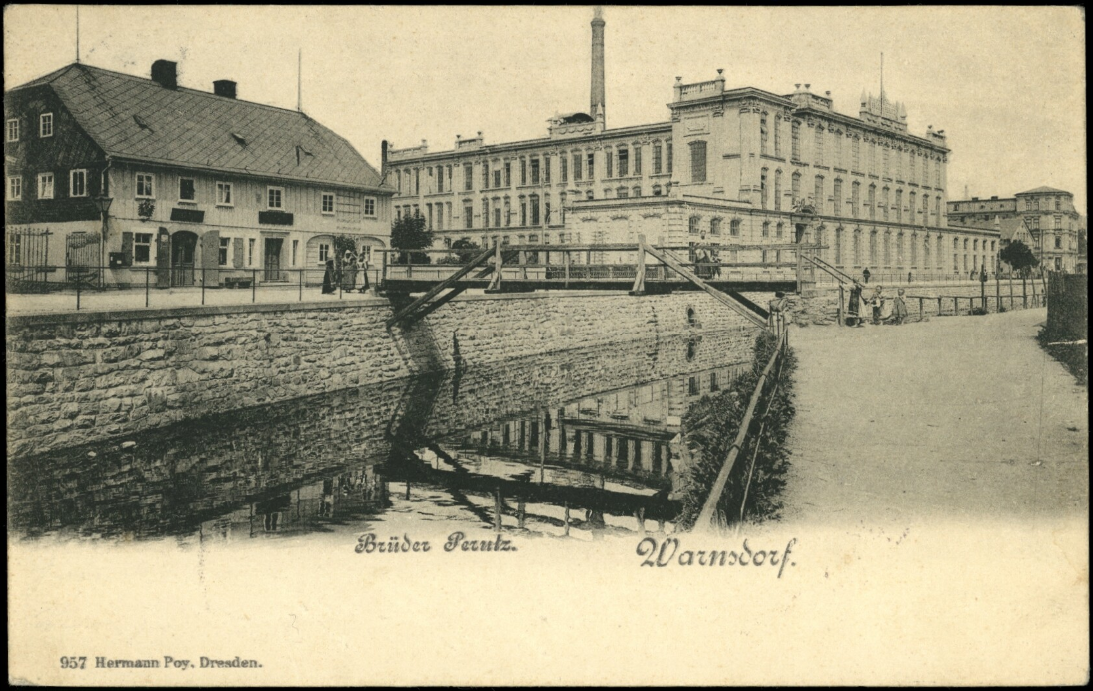
Přádelna bavlny a niťárna bratrů Perutzových, postavena 1894, na počátku 2. světové války arizována.

V roce 1849 se šest vesnic na území dnešního Varnsdorfu spojilo do jedné obce, která měla 9 600 obyvatel a stala se tak největší vesnicí v Rakousku-Uhersku. K povýšení na město došlo dne 28. července 1868 císařem Františkem Josefem I.; tehdy měl Varnsdorf 14 000 obyvatel.
Ve druhé polovině 19. století probíhala překotná industrializace. Roku 1869 byla postavena železniční trať z Děčína, která umožňovala snadný přísun surovin dopravovaných po Labi ze zámoří. Ve Varnsdorfu se na přelomu 19. a 20. století konaly bouřlivé oslavy 1. máje. První oslavy v roce 1891 se zúčastnilo 1 600 lidí, před městským úřadem rozháněli dav četníci s nasazenými bodáky. V roce 1900 zde bylo stávkové hnutí za zavedení desetihodinové pracovní doby, kterého se zúčastnilo 3 000 dělníků.
Mnohosvazkové dílo "Čechy", jehož vydávání řídil dějepisec Josef Vítězslav Šimák, o Varnsdorfu konce 19. století nepíše lichotivě: „Warnsdorf zevnějškem svým má pravý ráz střízlivý, ba smutný ráz tovární. Není v něm vlastně ulic, jen cesty a třídy. Dlouhá stavení fabrická beze střech, nevlídná, nečistá, blátivých dvorů, o sterých komínech, proměšují se s domy dřevěnými a nízkými příbytky dělnickými.“
Ve Varnsdorfu se v roce 1896 konala okresní zemědělsko-průmyslová výstava, na které získal medaili alkoholický nápoj Stará myslivecká. Začátkem 20. století měl Varnsdorf 160 továren; kolem 80 % obyvatel pracovalo v průmyslové výrobě. Během první světové války přišly zásobovací obtíže, nedostatek potravin a proběhla tyfová epidemie. Průmysl se rozvíjel i po první světové válce. Podnikatel Kunert v roce 1924 zavedl výrobu dámských punčoch.
Po roce 1918 se rozvinutý textilní průmysl ocitl v hluboké krizi, po které již nikdy nedosáhl původního významu. Zásoboval celé Rakousko-Uhersko, značná část byla najednou zahraničím.
V roce 1930 se z 22 793 obyvatel hlásilo k české národnosti 1512. Velké sympatie si ve městě získala Sudetoněmecká strana Konrada Henleina. V roce 1935 zde měl Henlein projev, kterého se zúčastnilo 12 tisíc lidí; o rok později v roce 1936 měl ve Varnsdorfu projev Klement Gottwald, poslechnout si ho přišlo 6 tisíc lidí. Konrad Henlein navštívil Varnsdorf ještě v roce 1938. V tomtéž roce rostla agresivita henleinovců a množily se potyčky s příslušníky finanční stráže. 22. září 1938 padli dva její příslušníci při ústupu před německou přesilou. 23. září 1938 vstoupila do Varnsdorfu československá armáda, která se ovšem ještě týž den stáhla za obrannou linii na Stožeckém sedle. 30. září 1938 byla podepsána Mnichovská dohoda a 2. října 1938 obsadila vojska Třetí říše Varnsdorf.
Válečné události let 1939 až 1945 se města prakticky nedotkly; ve Varnsdorfu se nebojovalo a město nebylo bombardováno, třebaže od listopadu 1944 denně probíhaly letecké poplachy. Po roce 1943 byl Varnsdorf zaplaven uprchlíky z vybombardovaných německých měst a z východní fronty. Před koncem druhé světové války v roce 1945 zde došlo k veřejné popravě Rudolfa Posselta, Němce, který odmítl znovu nastoupit do německé armády na východní frontu. Ve Varnsdorfu bylo koncem války několik set nuceně nasazených dělníků, ti se s přibývajícím koncem války stále více dopouštěli přestupků, za něž následoval stále tvrdší trest. Dva z těchto dělníků byli 11. dubna 1945 odsouzeni k trestu smrti provazem.

### Po roce 1945

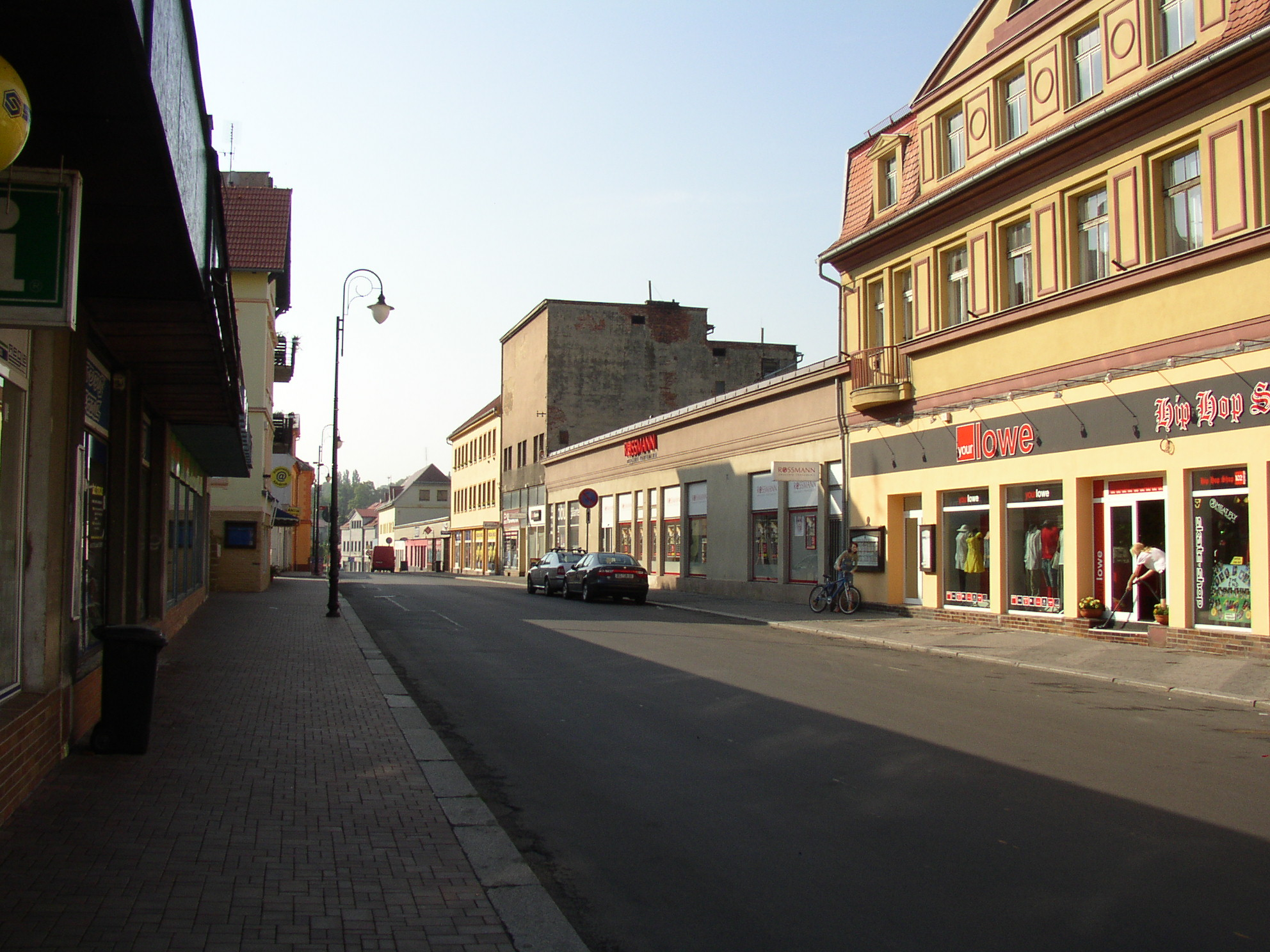
Národní třída

První oddíl Rudé armády vstoupil do Varnsdorfu 9. května 1945 a 19. května přišla československá vojenská posádka. Ještě téhož dne byli zatčeni příslušníci SA a SS. 29. až 31. května byli zatčeni němečtí profesoři a učitelé a odvezeni přes Krásnou Lípu do Doubice, kde byli vpuštěni do Německa. 22. června 1945 proběhl první divoký odsun a 19. července 1945 druhý odsun. Vysídlování Němců na území Varnsdorfu prováděl velitel 28. pěšího pluku plukovník Voves. Po postupimské konferenci skončil divoký odsun. V následujících měsících došlo k odsunu německého obyvatelstva jak do okupačních zón západních zemí v Německu, tak do sovětské okupační zóny a k osídlování českým obyvatelstvem. O antipatiích vůči Němcům v poválečné době svědčí úryvek z varnsdorfských novin Hraničář: „A Němci jdou a jdou ..., druhý a třetí transport těch, kteří u nás nebyli spokojeni a chtěli – do Říše. My jim dnes vyhovujeme a konečně docela rádi, protože jsme na tento okamžik čekali celá staletí.“
Dne 5. března 1947 došlo k varnsdorfské stávce, jíž se zúčastnilo 10 tisíc lidí. Byl to spor o továrnu bývalého německého majitele židovského původu Emila Beera, který se po návratu z emigrace ucházel o její navrácení. Zemský národní výbor rozhodl, že mu továrna bude vydána a ihned poté byla ve městě vyhlášena generální stávka. Pod tlakem stávkujících a po dohodě s úřady soud rozhodnutí zrušil.
Od roku 1954 do roku 1969 byl předsedou Městského národního výboru Josef Mašín. Ve městě vznikly po roce 1948 tři velké podniky sloučením drobných[zdroj?] továren a provozů: Velveta, Elite a TOS Varnsdorf. V roce 1967 byl otevřen hraniční přechod do Německa. Jeho otevření se zúčastnil prezident Antonín Novotný. Byl vybudován Varnsdorfský rybník zvaný Mašíňák a vzniklo 70 mm kino Panorama. V období socialismu ve městě vyrostla panelová sídliště a byly demolovány některé historicky cenné objekty jako byl hotel Burza na náměstí z roku 1642 či Hanischův dům č. p. 506, kde byla městská knihovna. Naposledy byl ještě 15. října 1999 zbořen měšťanský dům „Na schůdkách“ z roku 1771.
Roku 1961 byl Varnsdorf slavnostně vyhlášen vzorným Pohraničnickým městem. V šedesátých letech dochází k uvolnění režimu na hranicích. Po stavbě berlínské zdi ztratil útěk na území NDR smysl a tak se od dubna 1965 začaly odstraňovat drátěné zátarasy na hranicích.
V roce 1974 došlo ve Varnsdorfu ke vraždě náčelníka obvodního oddělení Veřejné bezpečnosti Karla Goldammera ve službě. Pachatel byl odsouzen k trestu smrti.
V roce 1980 byla obec Studánka připojena k Varnsdorfu.
V prvních komunálních volbách po sametové revoluci v listopadu 1990 zvítězilo Občanské fórum, starostou města byl zvolen Eduard Vébr. Sedm měsíců po volbách byl ve funkci starosty vystřídán Annou Dudkovou. Po druhých komunálních volbách se starostou města stal v letech 1994–1998 Vladimír Bartoň. V roce 1995 bylo založeno sdružení Malý euroregion Mandava-Spréva, který je tvořen městy na obou stranách hranice (Sohland, Šluknov, Ebersbach, Jiříkov, Rumburk, Neugersdorf, Varnsdorf, Dolní Podluží, Großschönau a Waltersdorf). V roce 1997 proběhla rekonstrukce systému zásobování teplem (CZT), využívá se moderní bezkanálová technologie. V roce 1996 se zřizuje Biskupské gymnázium Varnsdorf. V roce 1997 se otevírá první supermarket – Billa. Od roku 1998 do roku 2002 byl starostou Jaroslav Tomášek za Nezávislé. Od roku 2002 byl starostou města Josef Poláček za ODS a od roku 2010 byl starostou Martin Louka. Roku 2015 byl zvolen do čela města Stanislav Horáček, který byl v lednu 2020 odvolán z funkce, z důvodu kauzy radarů ve Varnsdorfu. Do funkce byl jmenován Roland Solloch. V roce 2022 Varnsdorf nově vede Jan Šimek z Našeho Varnsdorfu (NV). Rozhodli o tom na svém ustavujícím zasedání zastupitelé.
2. července 1999 navštívil Varnsdorf prezident Václav Havel a 17. října 2007 prezident Václav Klaus. V roce 2015 sem zavítal prezident Miloš Zeman.
Dne 7. srpna 2010 ve městě bylo zaplaveno několik obytných domů u řeky Mandavy a Zaječího potoka a několik sklepů škol, školek a sklep nemocnice.

### Civilní obrana (ochrana) - armáda
V 50. letech sídlila v místních kasárnách Poddůstojnická škola Vnitřní stráže Ministerstva vnitra, která zde byla do roku 1963.
- 1966 Technická poddůstojnická škola vojsk MV se stěhuje jako PŠ CO z Ústí do Varnsdorfu.
- 1971 - 1976 RDŠ jako součást útvaru působí na budově ošetřovny, poté stěhování do Frýdku-Místku.
- 1973 přejmenován na 4. školní pluk CO.
- 1976 útvar převeden z podřízenosti Ministerstva vnitra do podřízenosti Ministerstva obrany - velitelství ZVO Tábor
- 1991 reorganizace na 11. vojenský záchranný pluk CO
- 1993 přechází do podřízenosti Hlavního úřadu civilní ochrany (dříve obrany)
- 1994 přečíslován na 73. záchranný pluk CO, následuje stěhování do Rakovníka
- 1997 reorganizace na 73. záchrannou a výcvikovou základnu

## Politika

### Zastupitelstvo a starosta
Varnsdorf je pověřeným městem s rozšířenou působností, pod jeho správní obvod patří města Chřibská a Varnsdorf, obce Dolní Podluží, Jiřetín pod Jedlovou, Horní Podluží a Rybniště.
Starostové města byli od sametové revoluce v roce 1989 postupně Eduard Vébr, Anna Dudková, Vladimír Bartoň, Jaroslav Tomášek, Josef Poláček, Martin Louka, Stanislav Horáček, Roland Solloch a Jan Šimek , který je starostou od voleb v roce 2022, kdy zastupitelstvo města je složeno z ANO 2011, ODS,Volbou pro město, Nezávislími, SPD a místními uskupeními Varnsdorf náš domov a Náš Varnsdorf. Zastupitelstvo města má 21 členů, rada je sedmičlenná.

### Vlajka a znak
Městský znak Varnsdorfu byl schválen usnesením zastupitelstva města dne 13. prosince 1880, zpracován byl malířem Augustinem Frindlem. Podoba znaku vychází z rodového erbu rytířů Welflů z Varnsdorfu. Popis znaku zní: v modrém štítu stříbrná šestiboká hvězda nad stříbrným stoupajícím půlměsícem; na štítu turnajská korunovaná přilbice s přikryvadly modro-stříbrnými; v klenotu stříbrný stoupající půlměsíc a stříbrná šestihrotá hvězda, na obou hrotech půlměsíce a horním hrotu hvězdy modře a stříbrně polcené pštrosí pero. Znak nebyl nikdy městu udělen, je považován za vydržený. Když byl v roce 1961 Varnsdorfu udělen titul vzorné „Pohraničnické město“, uvažovalo se o vsunutí psí hlavy jako symbolu pohraničí do znaku města. List praporu tvoří dva pruhy, modrý a bílý. Poměr šířky k délce je 2:3 a v žerďové části je bílá šestiboká hvězda nad bílým půlměsícem. Prapor byl udělen městu dne 4. června 1998 předsedou Parlamentu České republiky. Vlajka je odvozena z barvy štítu (modrá) a barvy erbovní figury, která je bílá. Kdy byla varnsdorfská vlajka poprvé vyvěšena, nejde již dnes zjistit. Její první vyvěšení je doloženo z denního tisku v roce 1931.

### Členství ve sdruženích
Město udržuje partnerské styky s Lužickými Srby, kteří žijí v dnešních německých státech Sasko a Braniborsko. Po válce v letech 1946 až 1949 ve městě působilo v budově dnešního Biskupského gymnázia Staškovo lužickosrbské gymnázium. V roce 1949 se přestěhovalo do Liberce a umožnilo získat gymnaziální vzdělání 800 dětem Lužických Srbů. Po roce 1989 byly snahy umožnit dětem Lužických Srbů studovat na českých středních školách. Ve Varnsdorfu se pořádaly koncerty Lužickosrbské filharmonie, byly zde výstavy děl lužickosrbských výtvarníků. Pořádala se setkání absolventů Staškova gymnázia, byly vydány sbírky lužickosrbské poezie.
Město je členem Euroregionu Nisa a zakládajícím členem Mikroregionu Tolštejn, dále je členem Sdružení pro rozvoj Šluknovska. Má oficiální kontakty s městy v Malém minieuroregionu Mandava-Spréva. S německým městem Seifhennersdorf proběhl projekt Hrádek-Burgsberg, záchrana výletní vyhlídkové restaurace na Hrádku.

## Přírodní poměry

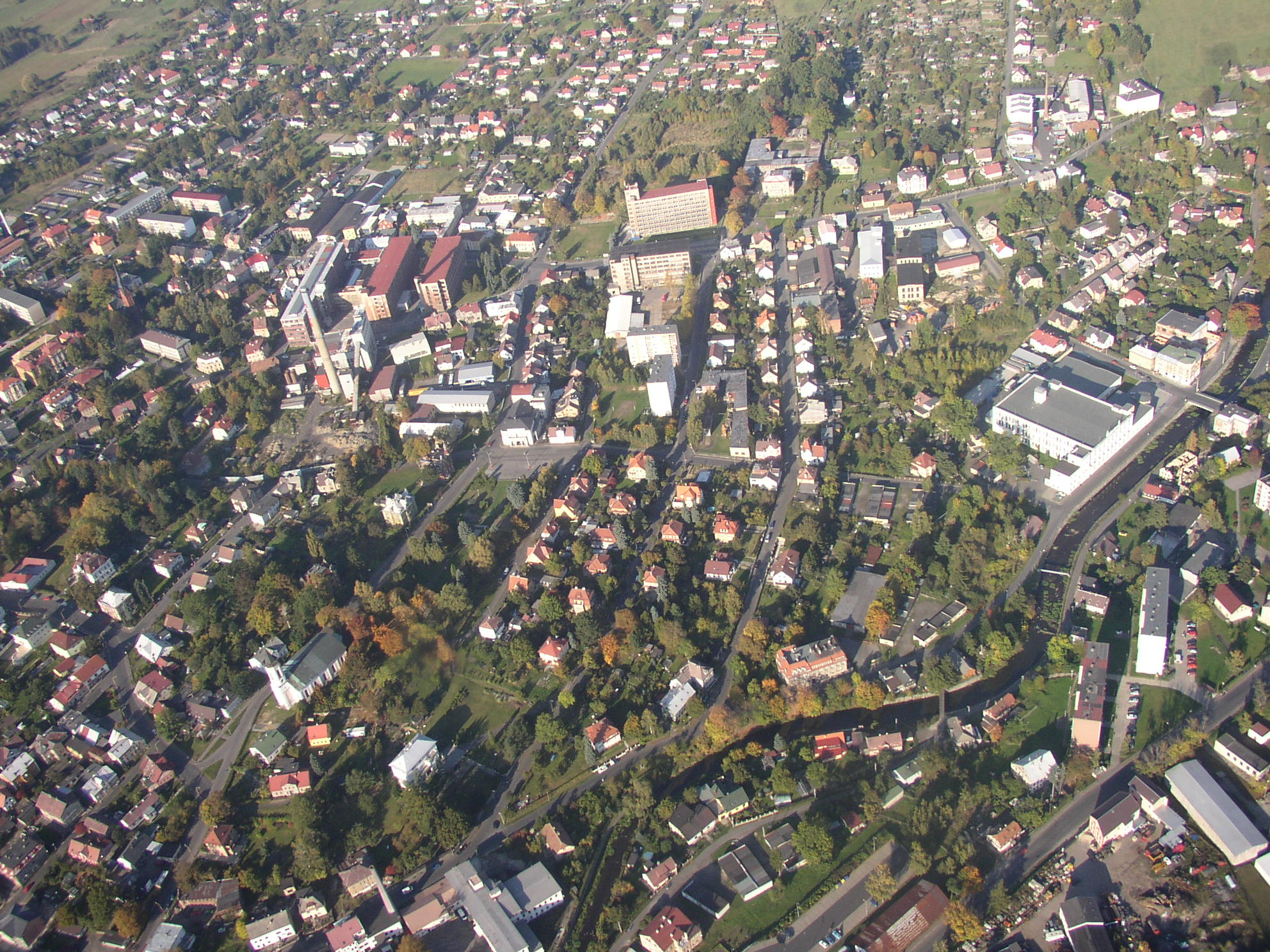
Letecký pohled na Varnsdorf, vlevo dole starokatolický kostel, za ním závod Elite

Varnsdorf se nachází v nejsevernější části Česka, v Ústeckém kraji (nejvýchodnější město kraje), v okrese Děčín, na jihovýchodě Šluknovského výběžku. Průměrná nadmořská výška města je 332 metrů. Nejvyššími body území města jsou vrchy Špičák, Valy na katastru Studánky a Hrádek; nejnižším bodem je výtok Mandavy z území Česka s nadmořskou výškou 310 metrů. Městem na katastru Studánky prochází hlavní evropské rozvodí mezi Severním a Baltským mořem.
Územím města protéká říčka Mandava. Dále se zde nachází Varnsdorfský rybník a prameny řeky Křinice, která je odvodňována Labem do Severního moře. Další menší rybníky se nazývají Valčík, Valcha a Kočka.
Varnsdorf leží na území Šluknovské pahorkatiny, kterou v oblasti města tvoří skalní žulový podklad přikrytý sprašovými a souvkovými jíly z doby ledové. Město obklopují vrchy Špičák a Hrádek tvořené čedičem a znělcem. Na území města v době ledové zasahoval kontinentální ledovec ze Skandinávie. Pod vrcholem Špičáku se v 19. století zkoušelo dolování hnědého uhlí, jsou zde zachovány sloje s výskytem uhlí a diatomitů.
Varnsdorf je otevřen od severu směrem do Saska, klima se proto odlišuje od klimatu ve vnitrozemí Čech a je mnohem více vystaveno oceánickým vlivům. Srážkově je Varnsdorf díky své poloze bohatší, roční úhrn srážek je v dlouhodobém průměru 751 mm. Nejvyšší srážkový průměr ve Varnsdorfu má měsíc červen (85 mm), červenec (80 mm) a srpen (79 mm). Nejméně srážek spadne v únoru (47 mm) a v březnu (49 mm). Teplota vzduchu dosahuje dlouhodobého průměru 5,5 °C, lednový průměr je -4,4 °C, červencový je 15,3 °C. Proudění vzduchu je převážně severozápadní až západní. Varnsdorf leží na návětrné straně Lužických hor, proto se zde moc nevyskytují mlhy a inverze.

## Území

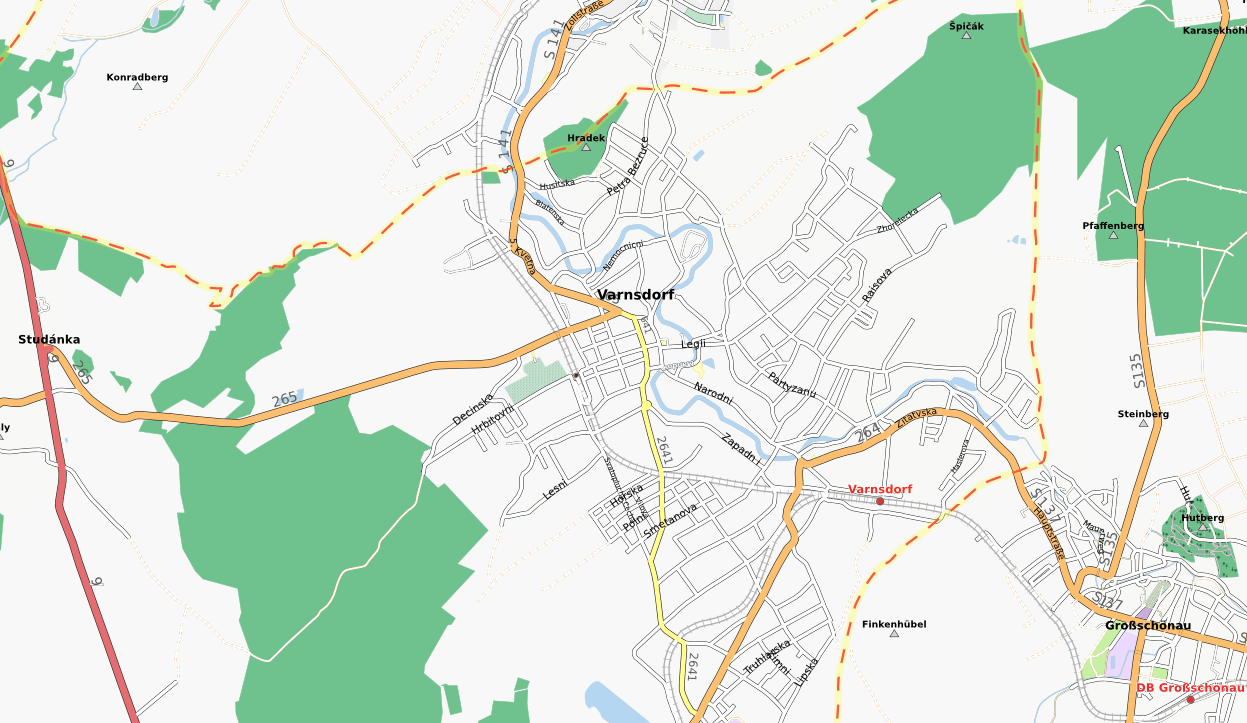
Mapa města Varnsdorf

Varnsdorf se skládá ze tří částí (Studánka, Světliny 1.díl a Varnsdorf) a je dále členěn na 24 urbanistických obvodů a dvě katastrální území: Varnsdorf a Studánka u Rumburku. Varnsdorf vznikl v roce 1849 sloučením jednotlivých osad – Nového Varnsdorfu (vznikl roku 1689), Floriánsdorfu (1700), Karlsdorfu (1727), Starého Francentálu (1783) a Nového Francentálu (1800) – které se spojily v jednu obec. Osady měly název po členech rodiny Lichtenštejnů. Obec měla v roce 1849 9700 obyvatel, byla největší vesnicí v tehdejším Rakousku-Uhersku, která byla v roce 1868 povýšena na město. V roce 1980 byla k Varnsdorfu připojena náhorní obec Studánka.
Katastrální území města Varnsdorf má výměru 26,21 km², z toho 10,85 km² tvoří zemědělská půda, 9,74 km² lesní půda, vodní plochy zabírají 0,31 km², zastavěné plochy zabírají 1,61 km² a ostatní plochy mají výměru 3,71 km². Území Varnsdorfu sousedí se saskými městy Seifhennersdorf a Großschönau, katastrálním územím Studánka u Rumburku sousedí s Rumburkem, Krásnou Lípou, Rybništěm, Horním Podlužím a s Dolním Podlužím.

## Demografie

### Složení obyvatel
V roce 1939 měl Varnsdorf kolem 21 tisíc obyvatel, z čehož naprostou většinu tvořili sudetští Němci. Většina varnsdorfských Němců byla na základě Benešových dekretů po druhé světové válce vysídlena, načež byli odsunutí obyvatelé částečně nahrazeni nově příchozími. V roce 1900 se k české národnosti z 23 051 obyvatel hlásilo osm lidí, v roce 1910 to bylo 456 občanů z 23 051 obyvatel, v roce 1921 zde bylo 1098 Čechů a v roce 1930 1 512 Čechů z 24 751 občanů. V roce 1947 mělo město asi 15 700 obyvatel, část z nich byli ovšem Němci zadržení na nucené práce, kteří později také emigrovali. Dle sčítání lidu v roce 2001 měl Varnsdorf 16 040 obyvatel, z toho se hlásilo 14 331 obyvatel k české národnosti, 638 k slovenské, 397 k německé, 121 k polské, 118 k vietnamské, 24 k moravské, 22 k ukrajinské a 1 osoba k slezské národnosti.

Věková struktura obyvatel obce Varnsdorf roku 2011
Rodinný stav obyvatel obce Varnsdorf roku 2011
Vzdělání obyvatel obce Varnsdorf roku 2011

### Náboženský život

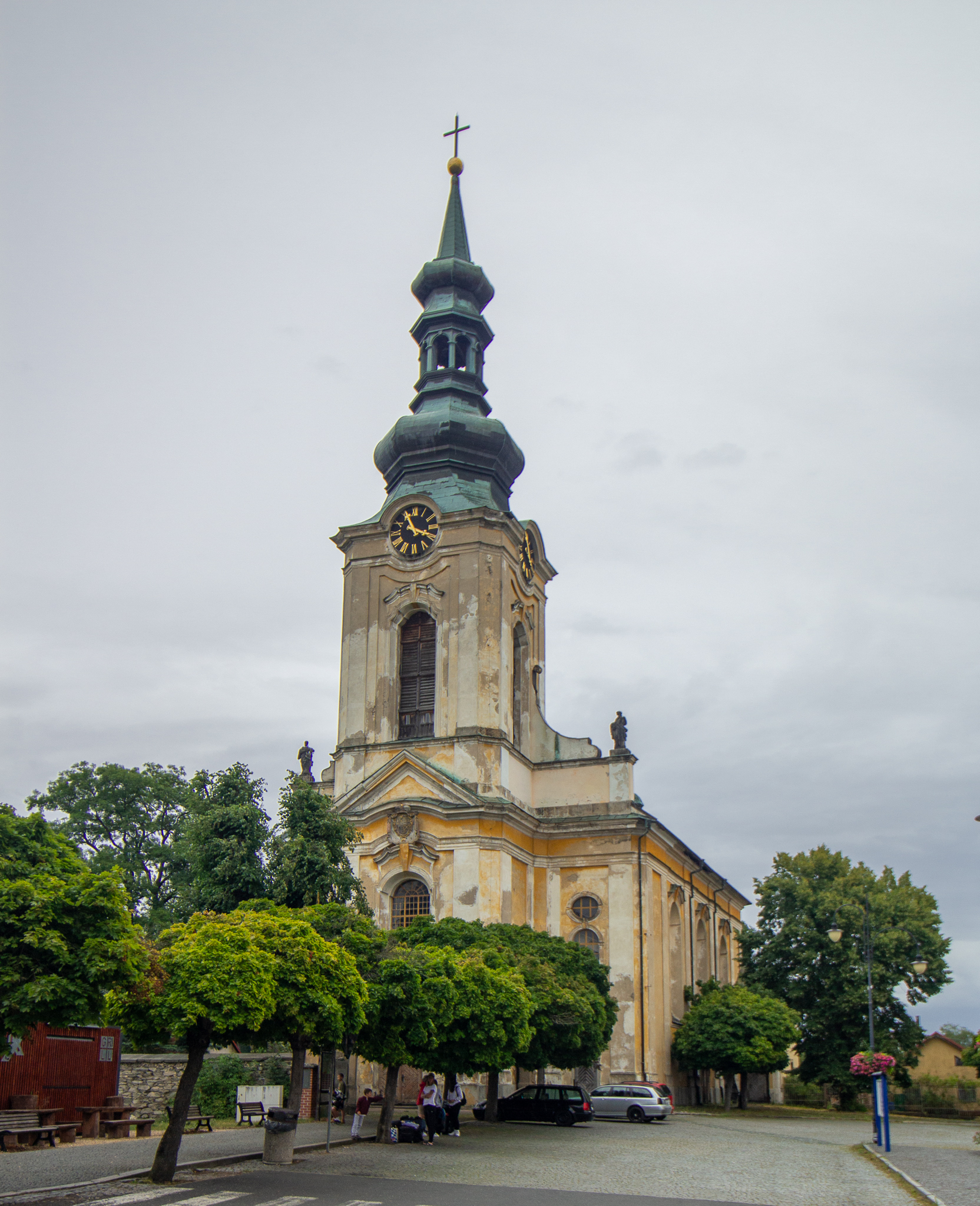
Děkanský kostel svatých Petra a Pavla

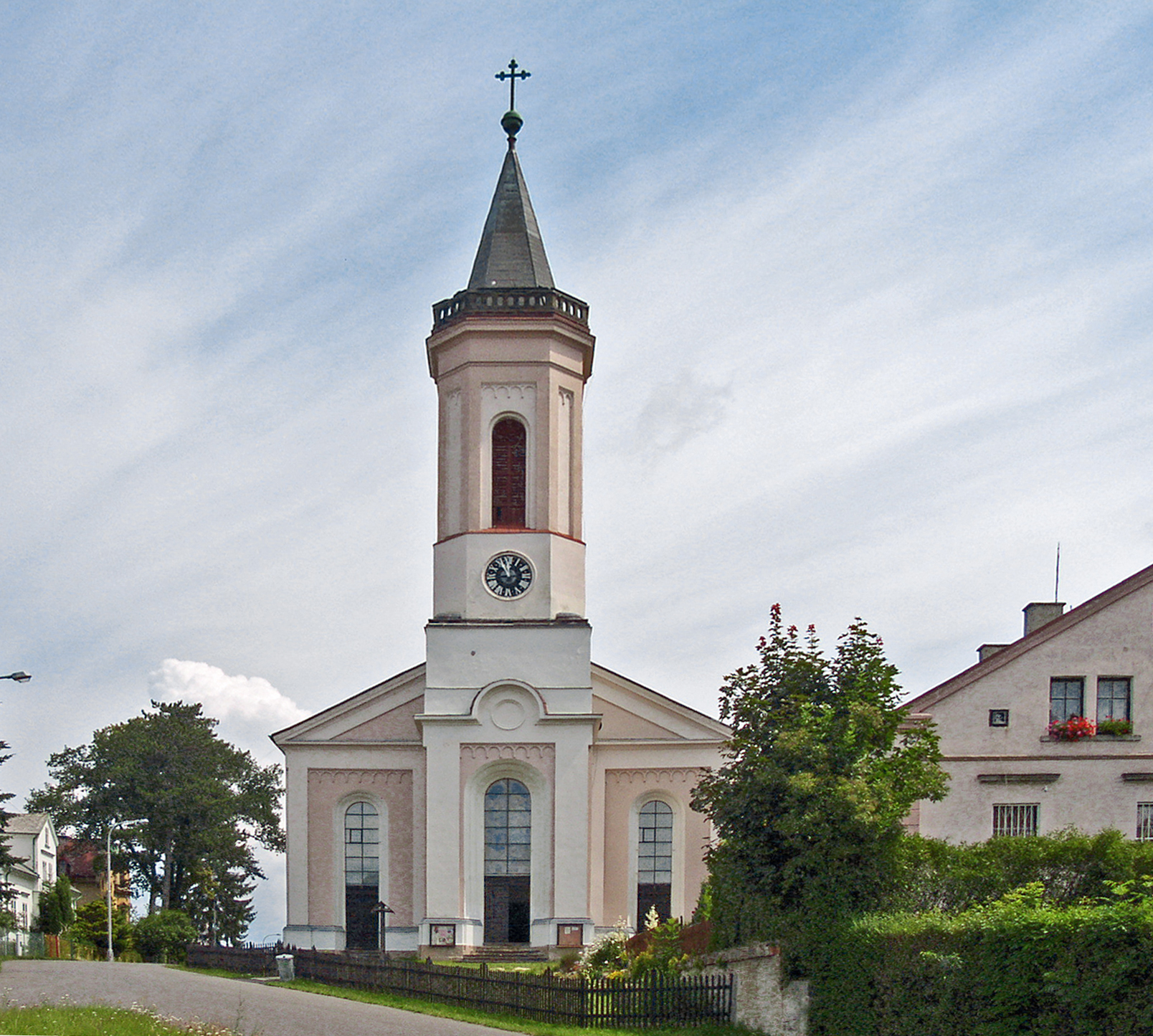
Starokatolický kostel ve Varnsdorfu

Nejstarší zmínka o kostele na místě dnešního Varnsdorfu se našla v roce 1670 při zvětšování okna dnešního děkanského kostela; šlo o letopočet 1233 vytesaný v trámu. V roce 1384 kostel patřil k žitavskému děkanátu.
Za husitských válek se v kraji na místě dnešního Varnsdorfu šlechta spojovala s husity proti Horní Lužici. Varnsdorf však zůstal katolický až do roku 1511, kdy za kněze Lorenze Heidenreicha začal přijímat luterskou víru, a roku 1535 již byl celý luteránský. Tak setrval celé století a kostel spravovali luterští pastoři. Po bitvě na Bílé hoře se na rozdíl od vnitrozemí Čech ve Varnsdorfu nedařilo šířit katolictví, město bylo obsazeno střídavě švédskými a saskými vojsky. V roce 1631 uprchl pastor z Varnsdorfu do Seifhennersdorfu, kde spolu s pastorem z Rumburka křtili a oddávali věřící z Varnsdorfu a Rumburku. V Rumburku byl tehdy ustanoven katolický kněz, který se tam však kvůli přítomnosti švédských vojsk neodvážil zůstat. Až do roku 1653 se obyvatelé Varnsdorfu nechávali křtít protestantskými pastory v sousedním Sasku. V této době se většina varnsdorfských obyvatel usadila v sousedním Sasku, kde tehdy vznikaly i nové vesnice, například Neusalza a Neugersdorf.
Roku 1653 se Varnsdorf vrátil ke katolické víře, avšak ještě v roce 1657 byli zemřelí luterské víry na příkaz vrchnosti pohřbíváni mimo hřbitov. V roce 1715 měl kostel ve Varnsdorfu znovu vlastního faráře.
V roce 1871 byla ve Varnsdorfu založena místní starokatolická církev na protest proti nově vyhlášenému dogmatu o papežské neomylnosti; byla to jedna z prvních obcí této církve v rakouské monarchii. V roce 1877 byla tato církev uznána státem a roku 1897 bylo do Varnsdorfu přeloženo její biskupství z Vídně. Roku 1877 se ke starokatolické církvi ve Varnsdorfu hlásilo 2074 lidí. Jistý počet lidí se také hlásil k evangelické církvi, v roce 1883 jich bylo 306.
V únoru 1894 byl katolický farní kostel svatého Petra a Pavla povýšen na děkanský a farář ve Varnsdorfu má od té doby titul děkana. V roce 1904 byl položen základní kámen druhého katolického kostela. Za patrona kostela byl vybrán sv. Karel Boromejský; část Varnsdorfu, kde se měl kostel stavět, se jmenovala Karlsdorf. Stavbu novogotického kostela provázely finanční problémy, roku 1910 bylo rozhodnuto ponechat kostel s nedokončenou hranolovou věží v západním průčelí, která nikdy nebyla postavena. Kostel byl vysvěcen dne 3. září 1911.
Při sčítání lidu v roce 2001 se z 16 040 obyvatel 2610 přihlásilo k nějakému vyznání, 12 741 bylo bez vyznání a 689 odmítlo na otázku odpovědět. Z uvedených 2610 věřících se 2011 přihlásilo k římskokatolické církvi; jejich farní správu zajišťuje děkanství Varnsdorf. Katolická církev je také zřizovatelem katolického Gymnázia Varnsdorf.
Historicky měla ve městě silnou pozici starokatolická církev, byla však značně oslabena poválečným odsunem většiny německých věřících. Přesto stále působí místní farní obec a sociálně-pastorační středisko Communio Varnsdorf. Ve Varnsdorfu rovněž působí sbor Českobratrské církve evangelické a sbor Apoštolské církve. V roce 2008 vietnamská komunita ve Varnsdorfu otevřela první buddhistický chrám na území Česka.

## Kultura a pamětihodnosti

### Divadlo a muzeum

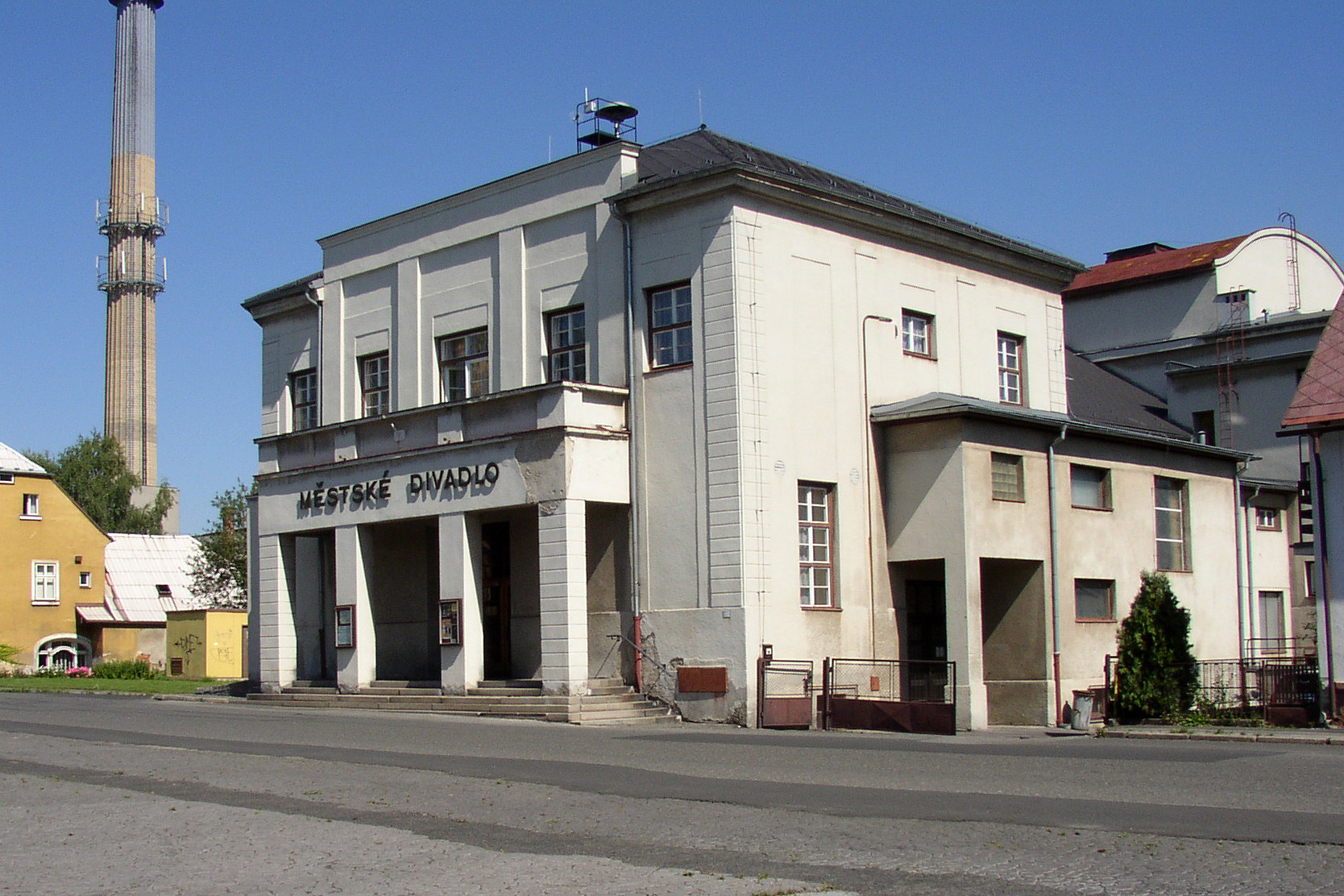
Budova divadla

Divadlo ve Varnsdorfu zahájilo svou činnost roku 1952. Zprvu hrálo pod názvem Severočeské divadlo v Liberci – scéna Varnsdorf. V současnosti je varnsdorfské divadlo jediným kamenným divadlem ve Šluknovském výběžku. Na představení abonentních skupin sváží svozové autobusy návštěvníky z celého Šluknovského výběžku.
Městské muzeum ve Varnsdorfu vzniklo na počátku 20. století a v roce 1940 získalo své nynější sídlo v domě v Poštovní ulici s č. p. 415, postaveném roku 1834. V minulosti trpělo častým přerušováním činnosti a střídáním kurátorů. Většina sbírkových předmětů pochází již z doby před rokem 1945. Mezi nejcennější patří vzácné koptské tkaniny či pozůstalost grafičky Hanky Krawcec.
V současné době je budova muzea v havarijním stavu, působením dřevokazné houby a dalších biotických vlivů jsou vážně poškozeny nosné stropní trámy. Byly uzavřeny výstavní prostory v prvním patře a depozitář byl přestěhován do přízemí, aby nedošlo k nenávratnému poškození vystavovaných předmětů. Po dobu rekonstrukce poskytlo město na uložení sbírkových předmětů objekt č. p. 2574 v ulici Legií, bývalé dětské a hudební oddělení knihovny.

### Stavební památky

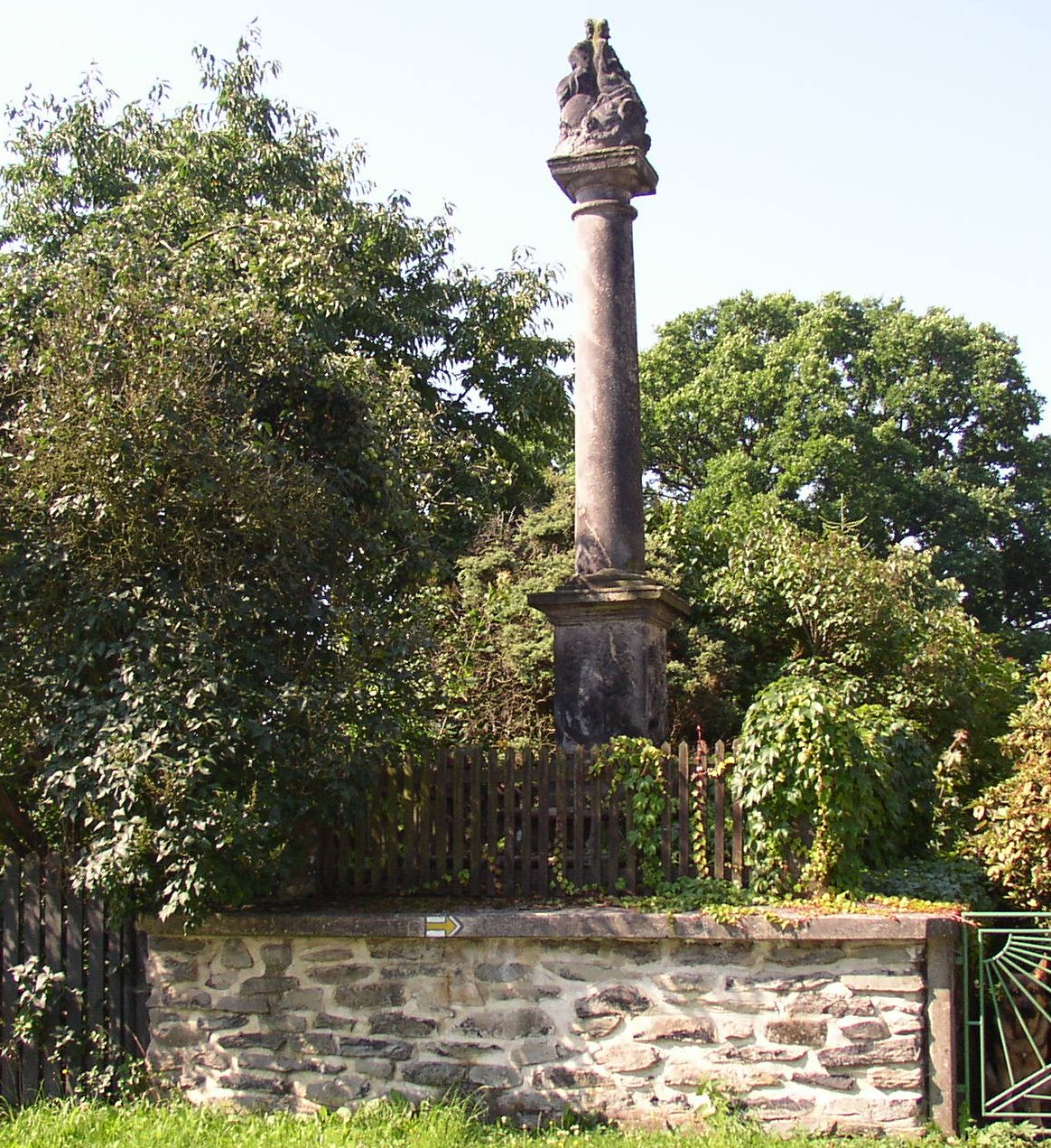
Sloup Nejsvětější Trojice v ulici Pohraniční stráže

Na území města se nachází pět kostelů. Nejstarším kostelem je děkanský kostel svatého Petra a Pavla, který stojí na místě původního kostela ze 13. století. Základní kámen dnešního kostela byl položen v roce 1766. Stavba byla dokončena v letech 1774 až 1776, zdržovaly ji spory. Starokatolický kostel Proměnění Páně pochází z roku 1875. V kostele je mramorová socha a basreliéf Tří králů od varnsdorfského umělce Vincence Pilze. Základní kámen kostela sv. Karla Boromejského byl slavnostně posvěcen 23. května 1904, hned druhý den se začalo stavět. Stavba pokračovala s přestávkami do roku 1911, dne 3. září toho roku byl kostel vysvěcen. Evangelický kostel se začal stavět v roce 1904 a byl vysvěcen v roce 1905. V místní části Studánka je pseudorománský kostel svatého Františka z Assisi.
Varnsdorf se nachází v krajině podstávkových domů. Dle sčítání v roce 2002 jich z celkového počtu 19 tisíc je v samotném Varnsdorfu 243 a ve Studánce 91. Podstávkové domy ukazují způsob života původních obyvatel Varnsdorfu, prostých sedláků, tkalců a řemeslníků. U silnice mezi Varnsdorfem a Studánkou se nachází Švédská mohyla. Vyznačuje místo, kde se střetla švédská a císařská vojska za třicetileté války.
Vyhlídkovou věž s restaurací na vrcholu Hrádku postavili v roce 1904 varnsdorfští členové Horského spolku pro nejsevernější Čechy. V druhé polovině 20. století začal objekt chátrat, hrozila jeho fyzická likvidace. Na záchranu byl založen v roce 2000 Nadační fond Hrádek-Burgsberg Varnsdorf. V roce 2003 byla otevřena vyhlídková věž s unikátní střechou z glazovaných bobrovek, k jejichž nákupu pomohly i peníze z veřejné sbírky „Kup si svoji bobrovku“. Vyhlídková věž je vysoká 29 metrů.
Ve Varnsdorfu dále je dům č. p. 512 v klasicistně empírovém stylu, secesní zástavba z počátku 20. století a vily v historizujícím stylu. Na vrcholu Hrádku je opravená vyhlídková restaurace, která v roce 2005 získala první místo v soutěži Fasáda roku. Ve městě jsou dále drobné sakrální památky jako zvonička na Pěnkavčím vrchu, Lichtenštejnské kameny, kříž Nejsvětější trojice v Bratislavské ulici. Almanach ke 140. výročí povýšení Varnsdorfu na město uvádí 17 opravených drobných sakrálních památek. K drobným památkám také patří meteorologický sloup umístěný v parku u ulice Národní. Objekt vznikl před rokem 1930.

### Přírodní památky
Do katastru místní části Studánka zasahuje přírodní rezervace Světlík, zaujímající stejnojmenný rybník s okolím. Na území města je chráněno 12 památných stromů (stav 2012), mj. Varnsdorfská hruška, Topol u varnsdorfského nádraží či Dub v Kostelní ulici.

### Kulturní život
Kultura ve městě Varnsdorf je těsně spjata jak s německou kulturou, tak i s kulturou Lužických Srbů. Ve Varnsdorfu působil lužickosrbský hudební skladatel Bjarnat Krawc a jeho dcera, malířka Hanka Krawcec, kterým město po druhé světové válce poskytlo azyl.
Kultura ve městě je spjata s městským divadlem, s Centrem Panorama Varnsdorf a s městskou knihovnou. Ve městě je několik galerií – galerie D městského divadla, galerie Na schodech v Biskupském gymnáziu, galerie Úsměv ve zdravotním středisku HEL&P v Erbenově ulici, galerie Na ochozu v Městském muzeu, galerie Na radnici na Městském úřadě ve Varnsdorfu, galerie Liduška na ZUŠ a galerie Na rozcestí Kulturního domu Rozkrok.

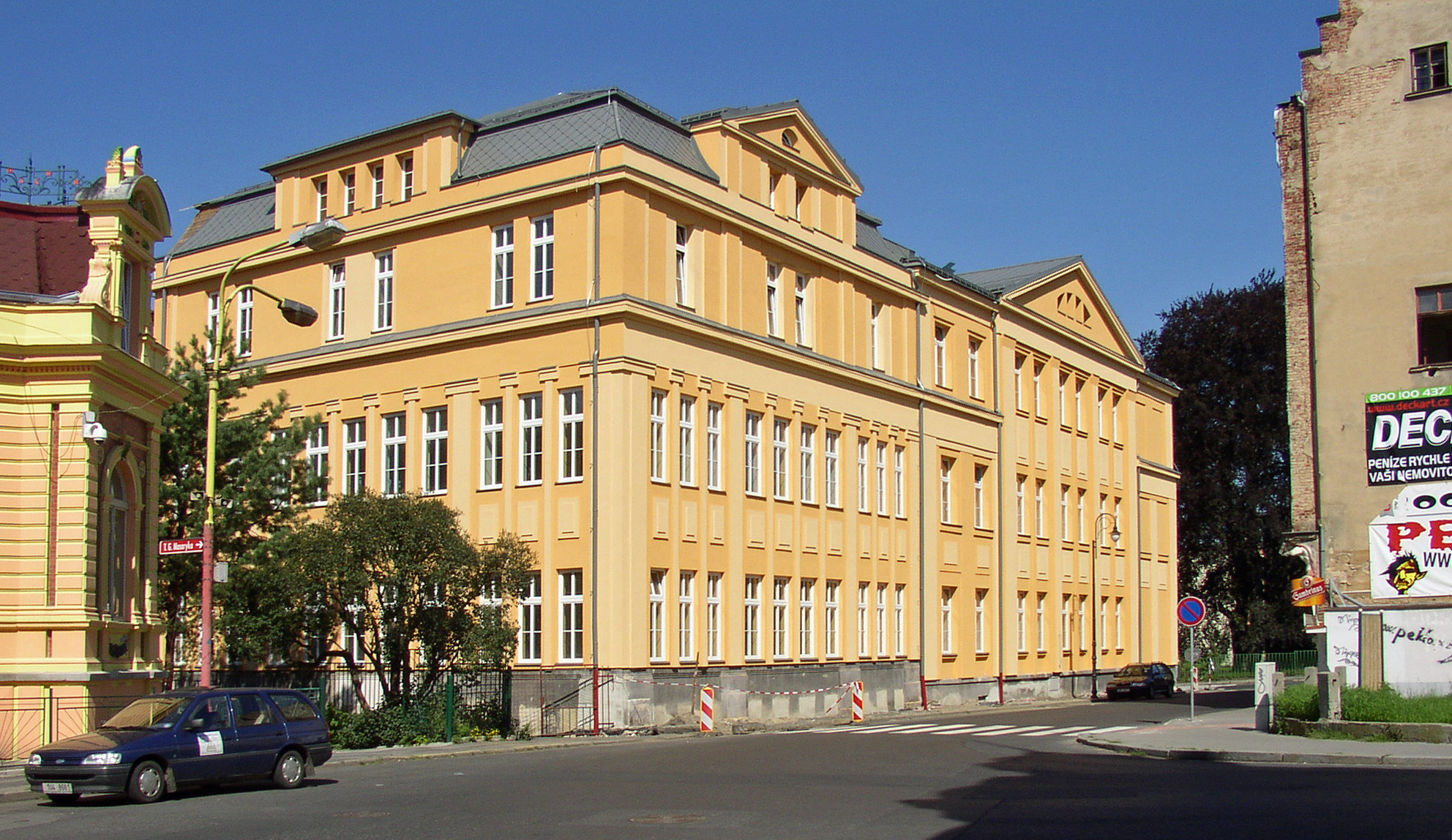
Budova Městského centra kultury a vzdělávání v průběhu rekonstrukce v srpnu 2008

Centrum Panorama působí v budově 70 mm kina Varnsdorf, jež bylo v provozu od roku 1971 do roku 1991, kdy do něj začalo zatékat. Znovu bylo otevřeno dne 5. února 2005. Kino dostává atraktivní tituly krátce po celorepublikové premiéře, konaly se zde i celorepublikové premiéry a předpremiéry filmů. Kino stále promítá 70 mm film.
První půjčovna knih ve Varnsdorfu byla již roku 1810 na faře. První knihovna byla založena v roce 1874 s 1400 knihami. Městská knihovna byla založena v roce 1945. Nejprve byla knihovna v Národní ulici 516, dále v nedalekém č. p. 512, kde byla do roku 1994. Od té doby byla do roku 2004 v Karlově ulici č. p. 1745. Od roku 2004 do roku 2009 byla knihovna v ulici T. G. Masaryka č. p. 1838. Knihovna ve Varnsdorfu má v současné době tři oddělení, pro dospělé, děti a hudební. Dětské oddělení bylo do roku 2009 v ulici Legií 2574. V současné době spravuje knihovna kolem 90 000 knih, převážně v češtině, ale i v německém a lužickosrbském jazyce. Vyvíjí i vlastní publikační činnost a pořádá soutěž Literární Varnsdorf ve spolupráci s poetickým studiem Doteky. V roce 2009 se přestěhovala do rekonstruovaného Městského centra kultury a vzdělávání, kde je i Městské informační středisko a oddělení lužickosrbské literatury a německé literatury. V Městském centru je i Dům dětí a mládeže. Součástí knihovny je i projekt nazvaný „Varnsdorf – centrum setkávání Euroregionu čtyř kultur“. Chodba knihovny ve druhém patře slouží k výměnným výstavám výtvarných děl.
Ve Varnsdorfu se pořádá Varnsdorfské hudební léto, Volba Miss severu, lidová slavnost Rampušačka, dětská literární soutěž Drápanda, akce Kruhu přátel muzea, celostátní festival scénického tance Tanambourrée. Působí zde i Varnsdorfská komorní filharmonie, která se v roce 2021 spojila s Rumburským komorním orchestrem pod novým názvem Komorní orchestr Šluknovska a amatérské vokální Sdružení Kvíltet Varnsdorf. Kulturní akce se pořádají i v Pizzerii Prishtina, Studentském centru Střelnice a v Tanečním sále Lidová zahrada. V Biskupském gymnáziu je aula, která je jednou z nejhezčích koncertních síní v okolí. Pořádají se zde koncerty vážné hudby.

### Spolky
Před druhou světovou válku bylo ve Varnsdorfu mnoho spolků; již v roce 1869 jich zde bylo 19. Nejvýznamnější z nich byl pěstitelský spolek, který v roce 1895 provedl sčítání ovocných stromů ve městě, bylo jich tehdy napočítáno 25 tisíc. V roce 1913 bylo ve městě 206 spolků.
Po odsunu německého obyvatelstva se zde zájmová činnost velmi rychle obnovila. Jmenovat lze např. Aeroklub Varnsdorf, který zde fungoval od roku 1945 do roku 1958, kdy pozemky klubu připadly JZD.
Dnes je ve Varnsdorfu aktivní spolek Kruh přátel muzea Varnsdorf; v jeho rámci působí osm klubů: Klub historiků a historických staveb, Klub přátel výtvarného umění, Klub fotografů, Minerálklub, Klub sběratelů, FASCIKL – fantasy a sci-fi klub, Šachový klub a Přírodovědný klub. Počet členů spolku se pohybuje kolem dvou set.
Dále je ve Varnsdorfu aktivní Sbor dobrovolných hasičů Varnsdorf, který se v roce 2004 stal vítězem soutěže o nejlepší internetové stránky dobrovolných hasičů v ČR. Ve městě pracuje základní organizace Českého zahrádkářského svazu a místní organizace Českého rybářského svazu. Zájemci o ekologii se mohou sdružovat v základní organizaci Českého svazu ochránců přírody Netopýr Varnsdorf. Středisko vydalo i publikaci o podzemí Šluknovského výběžku a Lužických hor.

### Sport
Ze sportovních oddílů ve městě má nejpočetnější členskou základnu TJ Slovan Varnsdorf. Nejpočetnější oddíl je basketbalový, dále tenisový, oddíl lyžování, volejbalu a zápasu. Ve městě působí dále Horolezecký klub Varnsdorf, florbalový klub SK Paintball Varnsdorf, TJ Sokol Varnsdorf, zabývající se zápasem, a další malé sportovní kluby.
Kopaná ve městě je spojena s FK Varnsdorf, který hraje 2. českou fotbalovou ligu. Hokejisté jsou sdruženi v HC TS Varnsdorf. Ve městě působí klub tradičního karate, který má úspěchy i na mezinárodním poli.
Atleti mají svůj oddíl pod TJ Slovan Varnsdorf, většinou trénují na stadionu v Kotlině, kde se nachází polytanová dráha. Běžecký kroužek Varnsdorf nabízí možnost společných výběhů a tréninků pro dobrou kondici i závody, na které se členové této skupiny vypravují v rámci regionu i republiky.
Město má plavecký areál s krytým bazénem, saunou, parní komorou, vířivkou a tobogánem, sportovní halu, atletický a fotbalový stadión či tenisové kurty. Příznivci lyžování využívají lyžařské areály na Jedlové, kde je noční osvětlení a v Horním Podluží s umělým zasněžováním a večerním lyžováním.

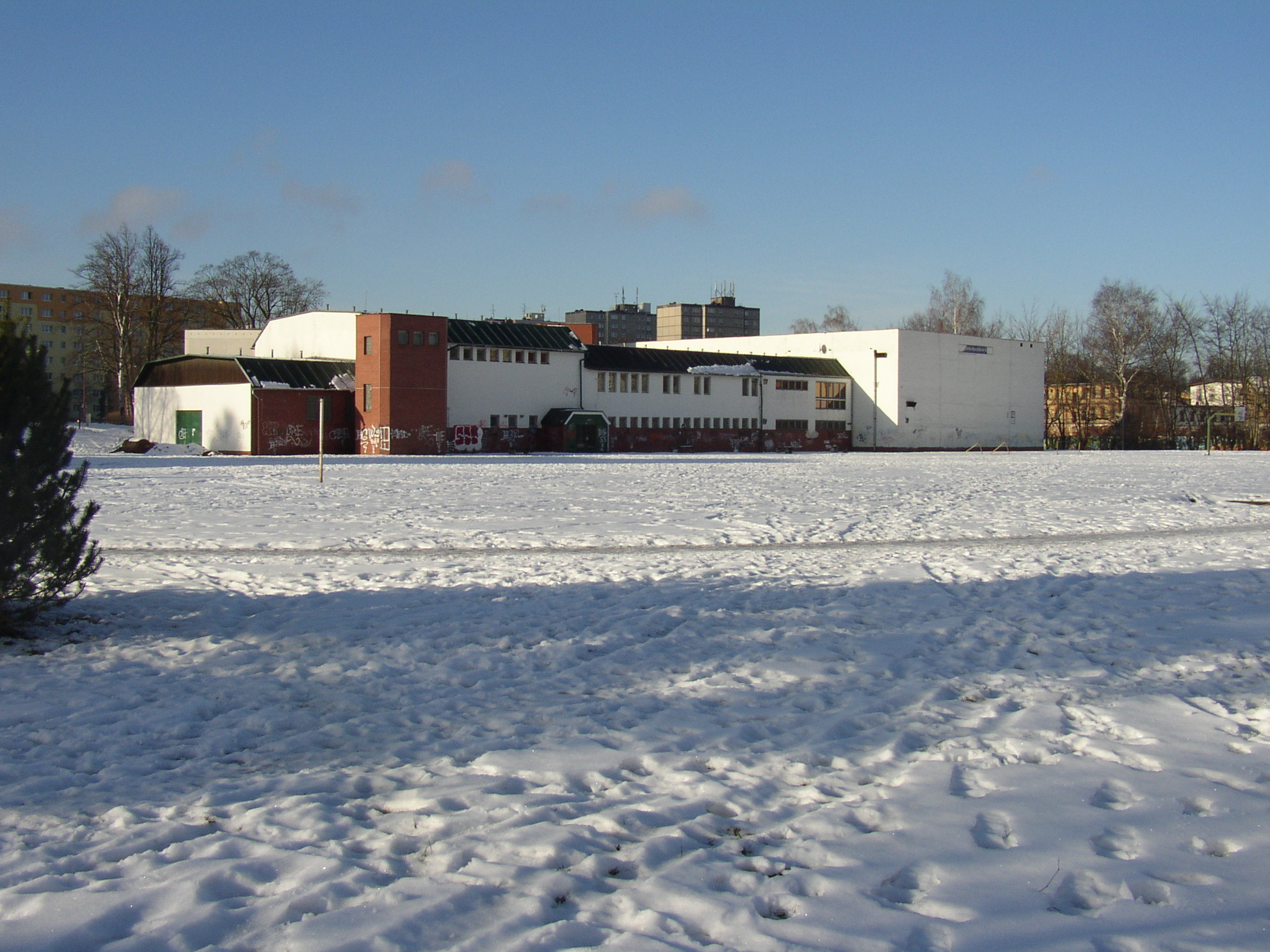
Sportovní hala ve Varnsdorfu se zasněženou atletickou dráhou
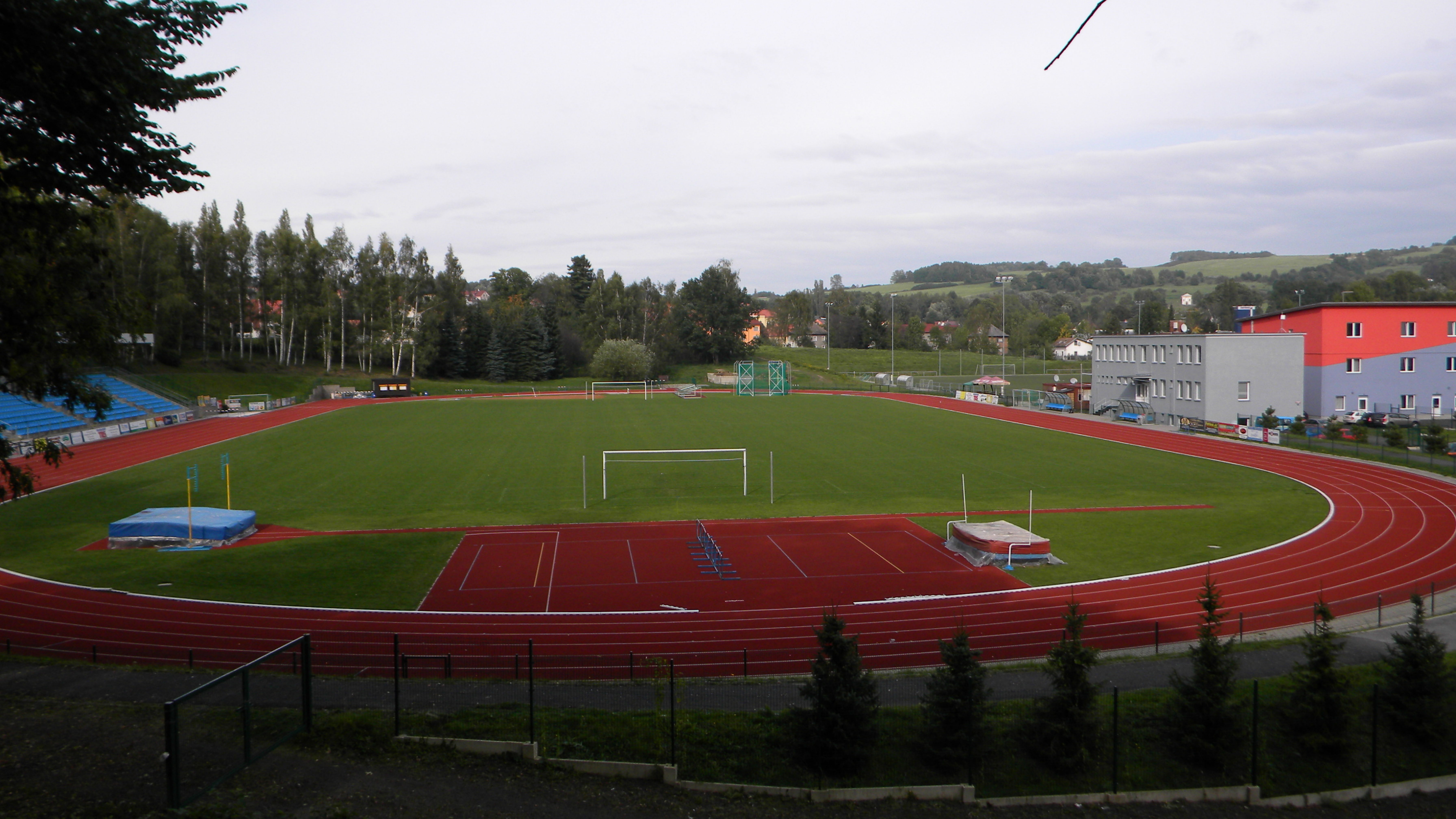
Fotbalový a atletický stadion v Kotlině

## Hospodářství a infrastruktura

### Doprava
Varnsdorf leží mimo hlavní dopravní cesty. Místní částí Studánka prochází silnice číslo 9 vedoucí z vnitrozemí Čech na hranici s Německem, ve městě jsou dva silniční přechody do Německa. Do samotného Varnsdorfu vedou silnice druhé třídy číslo 264 a 265.
Varnsdorfem vedou železniční tratě Rybniště–Varnsdorf a peážní trať Mittelherwigsdorf–Eibau, na kterých se v jihovýchodní části města nachází stanice Varnsdorf. Přes Varnsdorf jezdí osobní vlaky společnosti Die Länderbahn z Liberce přes Žitavu do Seifhennersdorfu a do Varnsdorfu, vlaky Českých drah jezdí z Rybniště a Děčína. Na peážní trati do Seifhennersdorfu je druhé varnsdorfské nádraží, Starý Varnsdorf (nynější Varnsdorf staré nádraží), kde vlaky po druhé světová válce nestavily, protože peážní i mezinárodní doprava byla v květnu 1945 zastavena. Provoz vlaků mezi Hrádkem nad Nisou a Varnsdorfem začal znovu až 30. prosince 1950. Přímé peážní spojení mezi Libercem a Varnsdorfem fungovalo od 1. dubna 1951. a po roce 1990 je opět v provozu. Navíc na trati vznikla i soukromá zastávka Varnsdorf-pivovar Kocour u stejnojmenného minipivovaru zřízená jeho majitelem Josefem Šustou, první zastávka v Česku zaplacená fyzickou osobou.

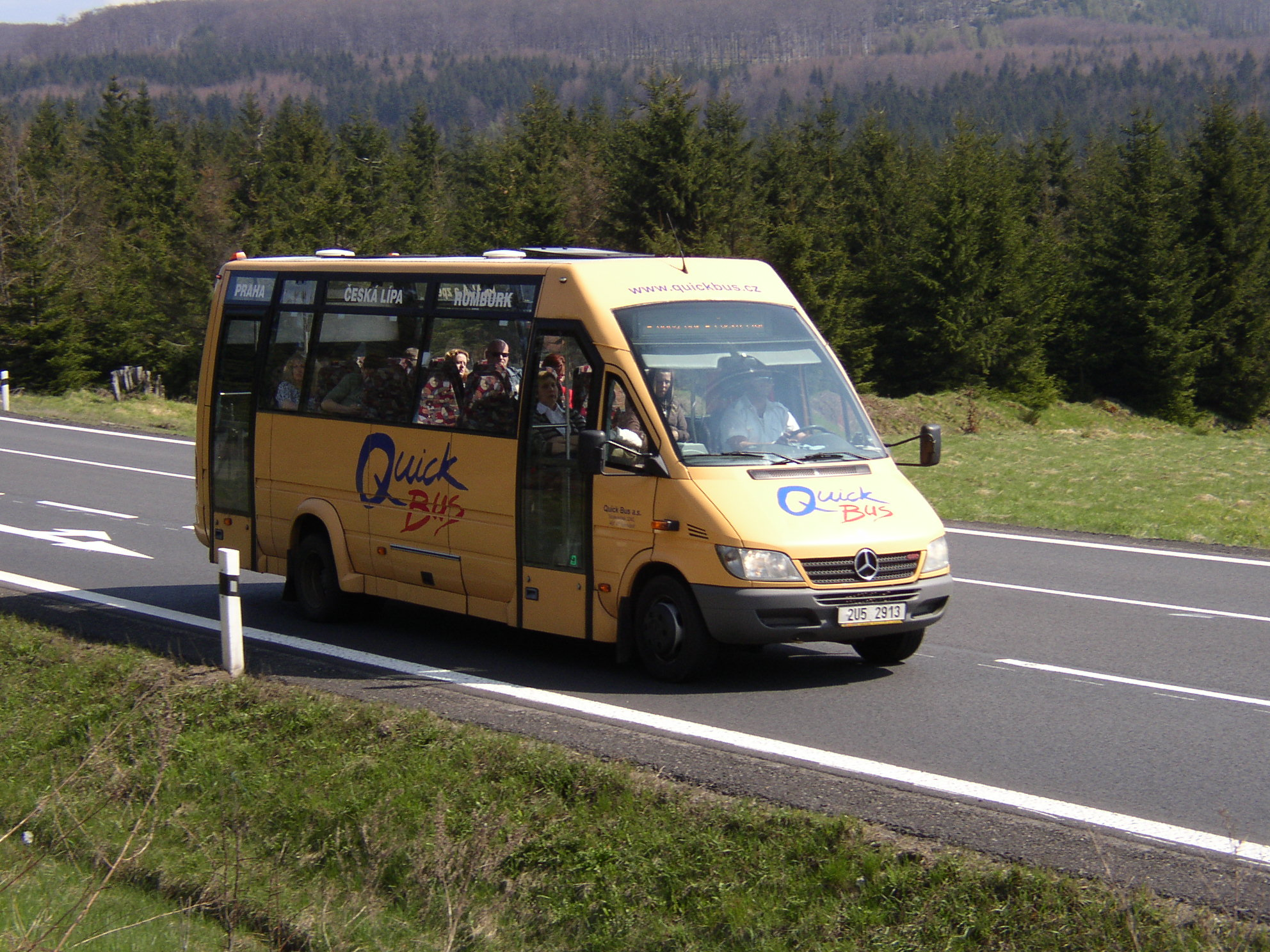
Minibus Mercedes 616CDI Sprinter varnsdorfského dopravce Quick Bus na lince Rumburk – Praha

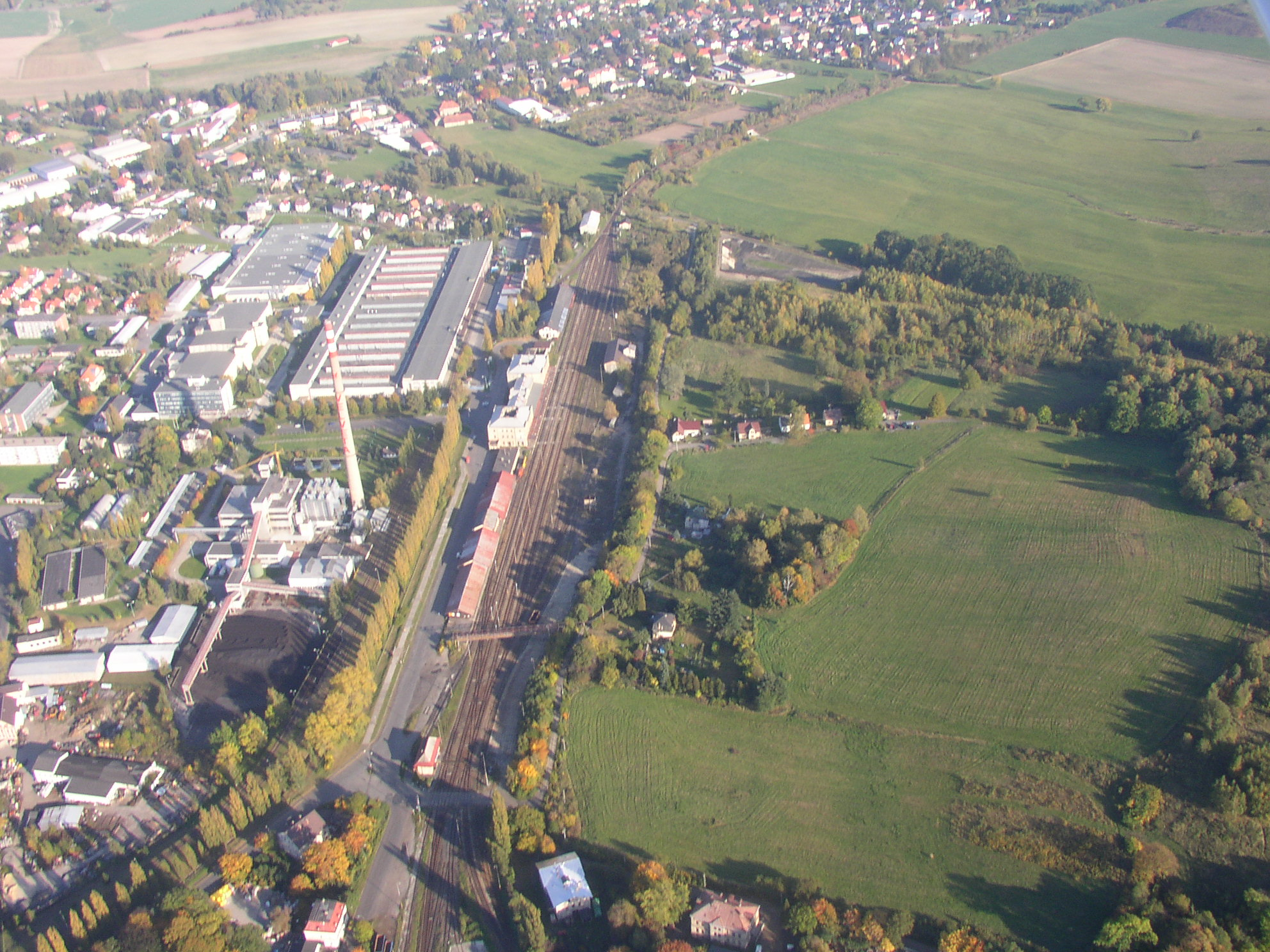
Letecký pohled na nádraží a závod Velveta

První autobusová linka ve Varnsdorfu byla uvedena do provozu 15. května 1910 na exteritoriální trase přes saský Seifhennersdorf do Rumburka. Autobusová linka do Prahy je v provozu od roku 1948.
Regionální dopravu zajišťoval až do 90. let krajský podnik ČSAD KNV Ústí nad Labem, po privatizaci jeho transformovaný nástupce ČSAD BUS Ústí nad Labem, později Dopravní podnik Ústeckého kraje a. s. Při krizi autobusové dopravy v kraji v roce 2006 provozoval linkovou autobusovou dopravu v oblasti (bez platných licencí, formálně jako příležitostnou dopravu, bez placení jízdného) na objednávku Ústeckého kraje podnik ČSAD Semily (nyní BusLine) Ve výběrovém řízení na nového dopravce koncem roku 2006 byla nabídka původního dopravce (DP Ústeckého kraje) vyřazena pro nesplnění podmínek; Quick Bus se sice umístil na prvním místě, ale „neposkytl potřebnou součinnost k uzavření smlouvy“, a kraj proto smlouvu o zajištění základní dopravní obslužnosti na Šluknovsku v letech 2007–2014 uzavřel s ČSAD Semily, Od roku 2015 autobusovou dopravu provozuje společnost Autobusy Karlovy Vary, která bude zajišťovat provoz do roku 2024. Linku do Prahy provozuje od 1. ledna 2005 společnost Quick Bus. V minulosti používala minibusy, nyní jsou nasazeny klasické dálkové autobusy. Do Prahy jezdila BusLine, od roku 2017 část jejích linek převzala ČSAD Česká Lípa. Do Prahy jezdí párkrát týdně také dopravce Josef Hemelík.
Městská autobusová doprava ve Varnsdorfu je tvořena jednou okružní trasou. Dopravce ČSAD BUS Ústí nad Labem (později Dopravní podnik Ústeckého kraje) ji provozoval pod regionálním číslem 510460. Od 8. ledna 2007 začal linku provozovat podnik ČSAD Semily už jako městskou linku s číslem 515001. Od začátku července 2007 na základě rozhodnutí rady města začal dopravu na městské lince pod číslem 515002 a o 50 % posílenou provozovat Quick Bus. Od roku 2015 do července roku 2022 ji provozoval pod číslem 512191 dopravce Autobusy Karlovy Vary a. s. V současné době (od r. 2022) provozuje linku pod stejným číslem Dopravní společnost Ústeckého kraje.

### Turistika
Z Varnsdorfu vedou cyklotrasy číslo 3015 k Hraničnímu rybníku a číslo 3052 do České Kamenice. Cyklotrasy mají návaznost na německém území. V přípravě je návrh cyklostezek ve městě, které se mají v Großschönau napojit na Krakonošovu stezku a dále na připravovanou cyklostezku K pramenům Mandavy.
Z pěších turistických značených tras vede Varnsdorfem evropská dálková trasa E10, zde vedená jako zeleně značená trasa 3951 od hraničního přechodu do Seifhennersdorfu do Cvikova, a dále modře značená turistická trasa číslo 1672 od železniční stanice ve Varnsdorfu do Rumburka.

### Zdravotní a sociální péče
Zdravotní péči zajišťuje ve Varnsdorfu Nemocnice Varnsdorf, Poliklinika Varnsdorf a malé zdravotní středisko na Poštovní ulici, soukromé zdravotní středisko HEL&P a řada jednotlivých ordinací. Nemocnice Varnsdorf je zdravotnické zařízení ve Šluknovském výběžku poskytující ambulantní i lůžkovou péči. Nachází se zde ambulance v oborech: ortopedie, gynekologie, chirurgie-traumatologie a rehabilitace. K dispozici je Ultrazvuk, Radiologické pracoviště - RTG, (od roku 2021 instalován rentgen Samsung) a laboratoř. Ve správní budově má zázemí Dopravní zdravotní služba, disponující několika sanitkami, zajišťující transporty pacientů k lékařům či do nemocnice v život neohrožujících stavech. Funguje zde Lékařská pohotovostní služba v mimoordinačních hodinách praktických lékařů večer a o víkendu. Většinu lůžek najdeme na oddělení Léčebny dlouhodobě nemocných. Na počátku 21. století prošla zásadní rekonstrukcí, jejím zřizovatelem je Město Varnsdorf, ředitelem je Václav Jára.
Ve Varnsdorfu je pět lékáren, prodejna zdravotnických potřeb a dva domy s pečovatelskou službou pro seniory. Domácí zdravotní a ošetřovatelskou péči zajišťují 4 poskytovatelky.

#### Sociální, asistenční služby
Město zajišťuje centrum sociálních služeb Na ulici T.G. Masaryka funguje Ubytovna azylového typu pro sociálně slabé a Noclehárna pro bezdomovce. Ubytovna pro matky s dětmi je v Orlické ulici.

#### Veterina
Veterinární ordinace zde mají dva zvěrolékaři.

### Integrovaný záchranný systém

#### Hasiči a záchranáři
V roce 1863 byl v tehdejším Warnsdorfu založen sbor dobrovolných hasičů. Roku 1893 byl přičleněn samaritánský oddíl, zásluhou Dr. Kantora lékařsky vyškolen a zařazen do Červeného kříže. V roce 1896 získávají hasiči i svůj koněspřežný sanitní vůz.
Ve městě má od roku 1971 pobočku Hasičský záchranný sbor. Profesionální hasiči sídlí na hasičské zbrojnici v Husově ulici spolu s SDH.

#### Policie, SNB (VB)
V minulosti zde v rámci sboru národní bezpečnosti fungovalo:
| Okresní velitelství národní bezpečnosti Varnsdorf | 1947–1949 |
| Městské oddělení VB Varnsdorf                     | 1957–1962 |

Historii místních příslušníků připomíná památník zavražděného velitele OO VB Karla Goldammera v Nemocniční ulici.
Obvodní oddělení PČR dnes najdeme v Havlíčkově ulici. Donedávna ve městě sídlila výjezdová skupina okresní hlídkové služby.

#### Městská policie
MP Varnsdorf v Lidické ulici dohlíží na pořádek ve městě. Od roku 2022 má vedle kamerového systému k dispozici i mobilní radar, stacionární radary pořízené roku 2017 byly po kauze „Radary“ v roce 2020 demontovány.

### Školství

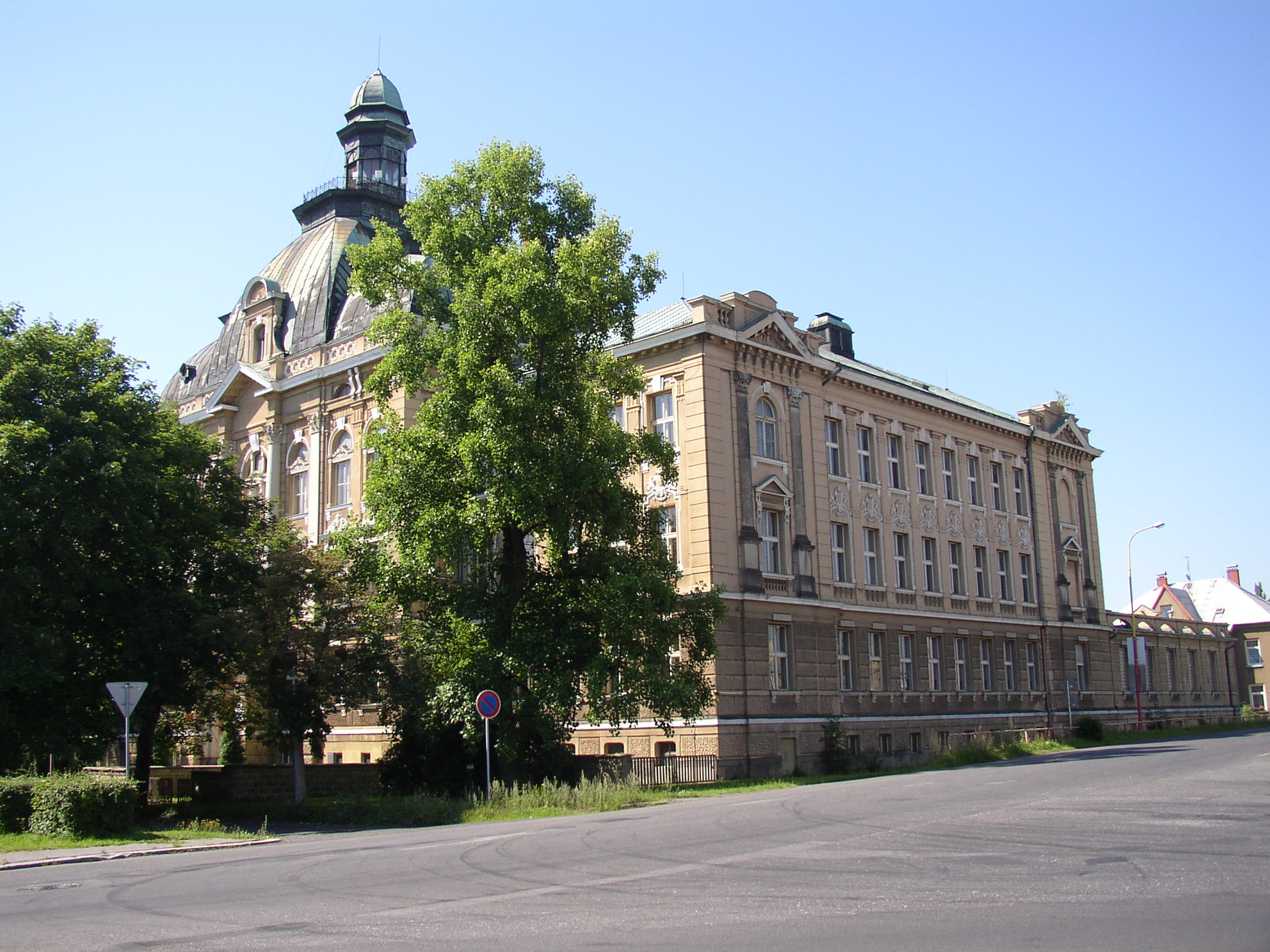
Gymnázium Varnsdorf

První zmínka o učiteli ve Varnsdorfu je z roku 1518, první česká škola zde byla otevřena v roce 1919.
Budova dnešního Biskupského gymnázia pochází z roku 1907.
Dnes je ve Varnsdorfu osm mateřských škol, šest základních, zvláštní škola s rozšířenou působností a tři střední školy z toho jedna soukromá: katolické Gymnázium Varnsdorf, a Vyšší odborná škola, Střední průmyslová škola a Střední odborná škola služeb a cestovního ruchu, Varnsdorf, s ředitelstvím v ulici Bratislavská. a Střední průmyslová škola TOS VARNSDORF s.r.o. Ve městě je dále Základní umělecká škola, Dům dětí a mládeže a působí zde skautský oddíl Junák. V klubu Střelnice působí Studentské centrum.

### Média

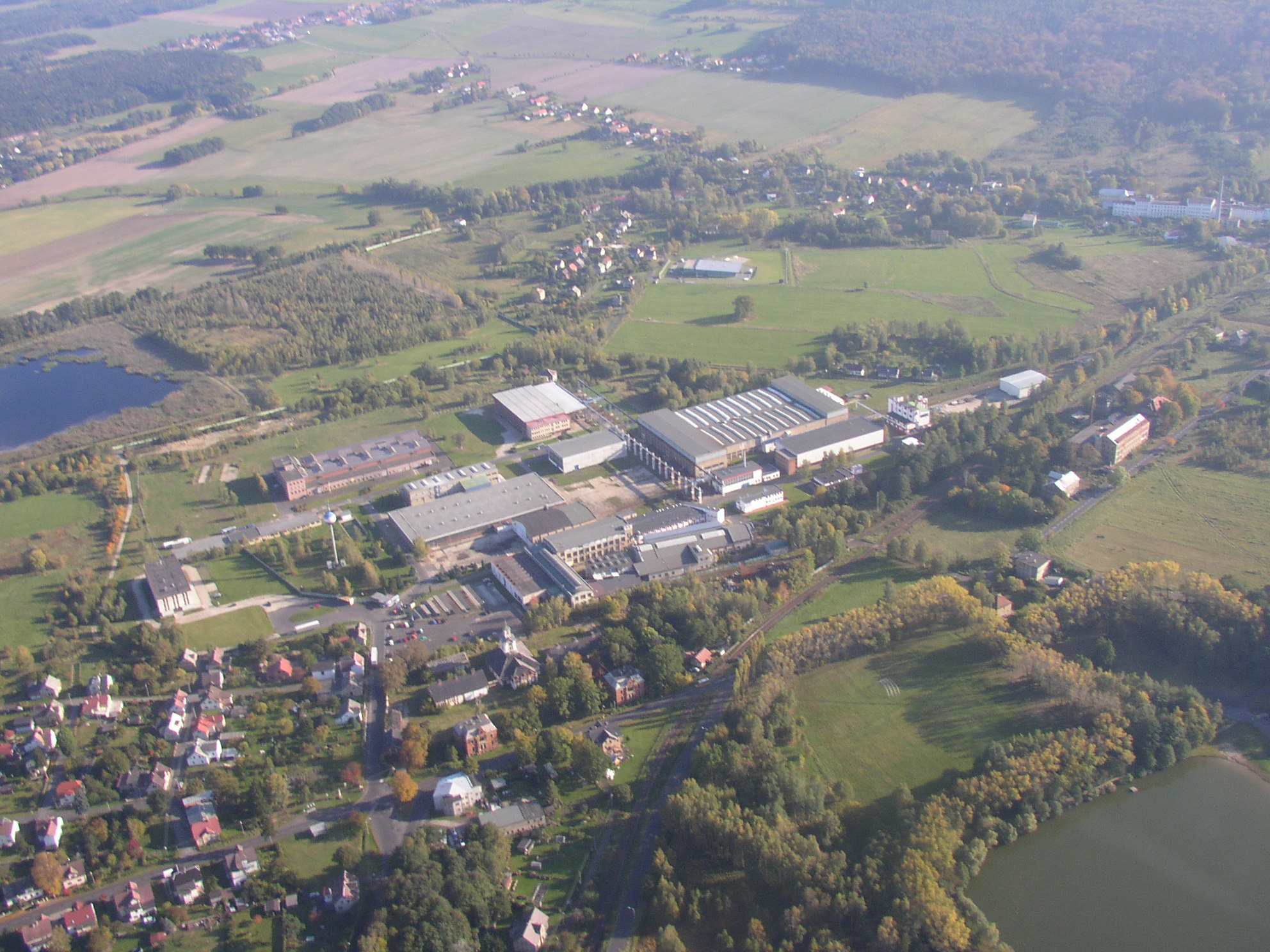
Letecký pohled na závod TOS, v popředí Varnsdorfský rybník

První časopis ve Varnsdorfu vyšel roku 1871 pod názvem Abwehr. V roce 1913 vycházelo ve Varnsdorfu podle údajů varnsdorfské kroniky jedenáct různých titulů, deníků, časopisů a měsíčníků. Od května 1945 do roku 1947 vycházely místní noviny Svobodný Varnsdorf, které byly jedny z prvních novin v pohraničí.
Dnes město vydává čtrnáctideník Hlas Severu, jehož první číslo vyšlo v roce 1967 a který vznikl spojením tří podnikových časopisů: Rudý samet (Velveta), Zítřek (Elite) a Vřeteno (TOS Varnsdorf). Časopis vycházel zprvu jednou týdně o nákladu 4500 výtisků. V období normalizace vyšlo poslední číslo časopisu v roce 1975. Jeho úlohu nedostatečně nahradily okresní noviny Jiskra. Po sametové revoluci vyšlo první číslo Hlasu severu v roce 1990, předsedou první porevoluční redakční rady se stal Jiří Růžička. Od roku 2014 je vydáván online deník MojeŠluknovsko.cz, který se věnuje i zpravodajství z Varnsdorfu.

### Průmysl
Varnsdorf je průmyslové město a má bohatou průmyslovou tradici. Největším zaměstnavatelem je strojírenský podnik TOS Varnsdorf, výrobce horizontálních frézek a vyvrtávacích strojů a obráběcích center. Firma TOS Varnsdorf byla založena v roce 1903 továrníkem Arno Plauertem pod názvem „Arno Plauert, továrna na stroje“. V roce 1917 byla dokončena výstavba nového závodu, továrna se stává nejmodernější továrnou na obráběcí stroje v Rakousku-Uhersku. Za velké hospodářské krize byl nedostatek zakázek a hrozilo úplné zastavení výroby. Firmu zachránila velká zakázka na 21 obráběcích strojů ze Sovětského svazu. Za druhé světové války byly ve firmě velké investice, velké požadavky na obráběcí stroje pro zbrojní průmysl. V roce 1945 nad firmou národní správa, prostřednictvím dekretu prezidenta republiky zřízen STOPOS, Spojené továrny na obráběcí stroje, se sídlem v Praze, závod Varnsdorf. V roce 1950 je zřízen TOS Varnsdorf, hlavním výrobním programem se stává výroba vyvrtávaček. V roce 1995 dochází k privatizaci státního podniku přímým prodejem.

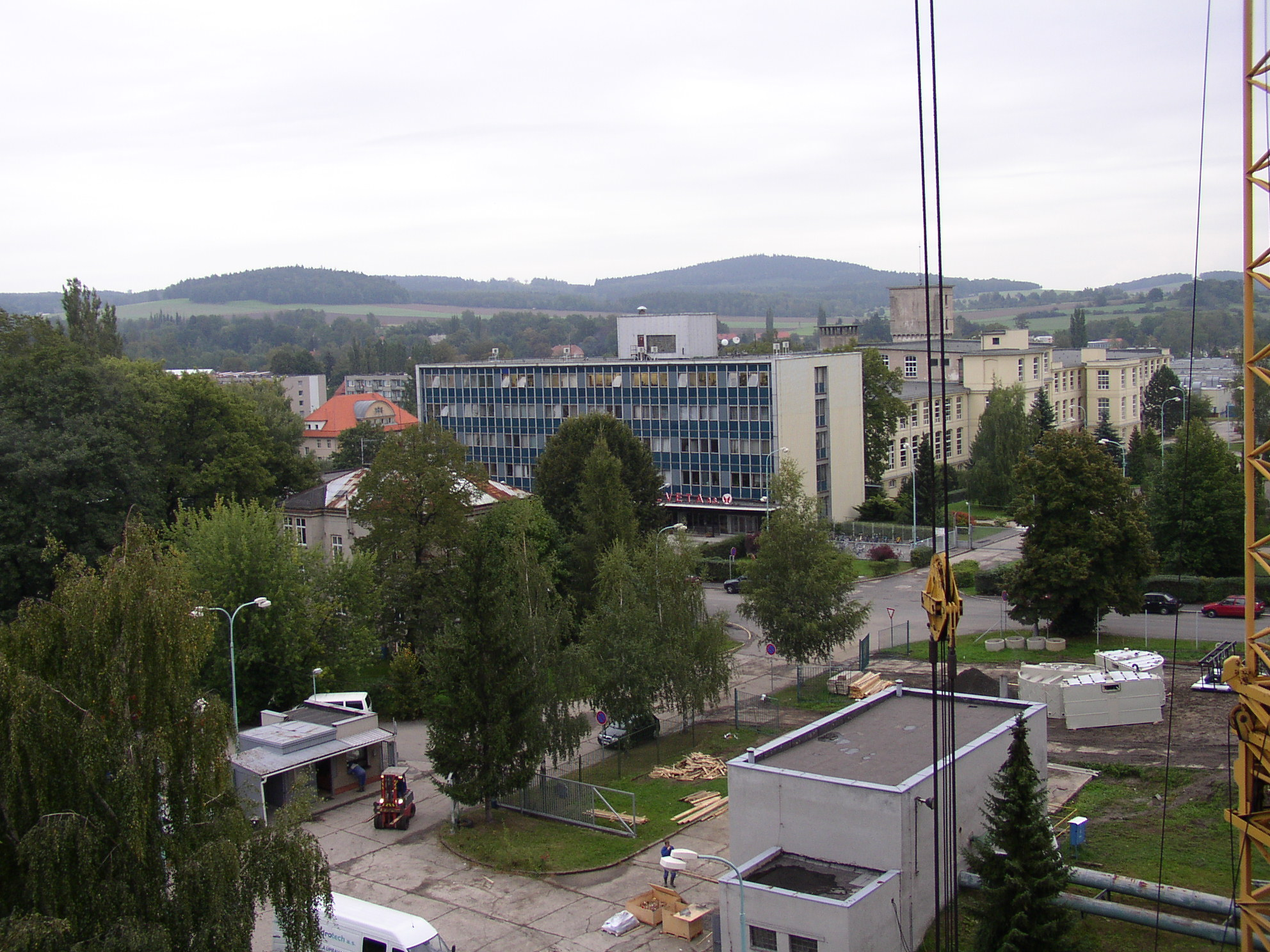
Podnikové ředitelství Velveta Varnsdorf a.s.

Textilní podnik Velveta Varnsdorf, výrobce manšestrů a sametů, vznikl 1. ledna 1946 sloučením znárodněných textilních továren pod názvem Továrny na samety a plyše Varnsdorf. Na Velveta n.p. Varnsdorf továrny na samety a plyše byl přejmenován rozhodnutím Ministerstva průmyslu číslo 2345 ze dne 18. září 1948. Základem nového podniku se staly textilní továrny Fröhlich a syn a.s. Varnsdorf, Ignaz Richter a synové z Dolní Podluží, Jan Liebisch a spol. Varnsdorf, Fröhlich a syn a.s. přádelna Varnsdorf, Textilia Jihlava. Dne 9. září 1967 byl položen základní kámen dnešního areálu a. s. Velveta Varnsdorf. Dodavatelem stavebních prací byla bratislavská firma Stavoindustria n. p., a na výstavbě se podílelo dalších 71 dodavatelů. Nová úpravna vlasových tkanin byla zprovozněna dne 27. dubna 1974. Při výstavbě nové úpravny byla vybudována i nová teplárna. Teplárna byla uvedena do provozu v roce 1972. Čtyři roky po uvedení nové úpravny do provozu vypukl ve skladu bavlny požár, který trval 5 dní a na jeho likvidaci se podílelo 48 hasičských sborů. Po otevření nové úpravny a dalších provozů se národní podnik Velveta zařadil mezi významné výrobce vlasových tkanin v Evropě. Prostřednictvím a.s. Centrotex dodával zboží do 45 zemí. 1. ledna 1994 se Velveta stala akciovou společností, která byla privatizována ve druhé vlně kupónové privatizace. Na začátku 21. století vykazovala (jako součást firmy Perla) s 1 300 zaměstnanci obchodní obrat 37 milionů €. V roce 2009 byla založena nová Velveta a.s. se základním kapitálem 97 milionů CZK. Za rok 2020 vykázala s 75 zaměstnanci obchodní obrat 4,25 milionů € se ztrátou 10 % z obratu. Dluhy firmy Velveta přesáhly 300 milionů korun, a v srpnu 2022 byla oznámena insolvence.

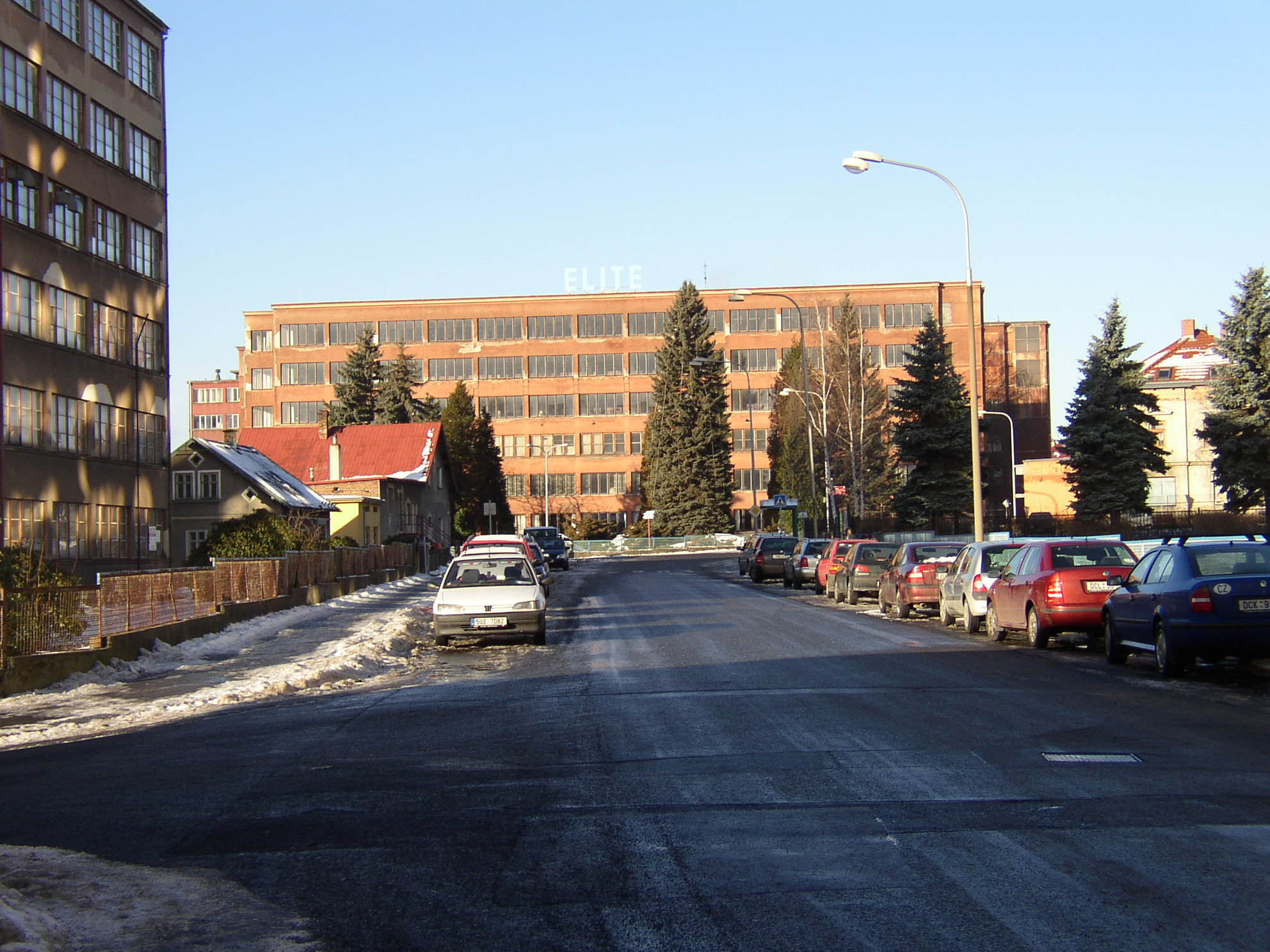
Podnik ELITE, pohled z Bratislavské ulice

Další významný podnik ve městě byla ELITE, výrobce dámských punčoch. Firma byla založena, pod názvem J. Kunert a synové v roce 1924. Majitelé navázali na výrobu pleteného zboží, kterým se zabývala Marie Kunertová st. již od roku 1905. Ve Varnsdorfu v třicátých letech 20. století se firma velmi rychle rozvíjela, v roce 1938 byla s 5000 zaměstnanci a s denní výrobou 100 tisíc párů největším výrobcem punčoch V Evropě. Za druhé světové války byla část kapacity převedena na válečnou výrobu, v závodě pracovalo 500 válečných zajatců a totálně nasazených. V roce 1945 musela rodina Kunertů jít na odsun do západního Německa, firma J. Kunert a synové dána pod národní správu a 24. října 1945 znárodněna. Dne 10. listopadu 1947 vzniká „ELITE, sdružené továrny punčoch, národní podnik“, který zůstává se 4000 zaměstnanci největším výrobcem punčochového zboží v Československu.
Technické vybavení a sortiment výrobků se udržoval až do 90. let na dobré úrovni (nové druhy příze, módní trendy, modernizace strojového parku).  Jako státní podnik (od roku 1989) byla ELITE se 300 zaměstnanci v roce 1994 privatizována za 193 milionů korun. Nový vlastník zaznamenal v roce 2000 ztrátu 36,5 milionů korun, podle zpráv z roku 2014 vyráběla firma s cca 40 zaměstnanci ročně asi 5 milionů kusů punčochových výrobků asi na jedné pětině původních výrobních ploch.
Další firmou ve Varnsdorfu je Vitana, která zde má balírny koření. Historie balení koření z zdejším kraji je od roku 1884, kdy ve Chřibské založil J. C. Horn mlýn na mletí koření. Ve své době vyráběl široký sortiment koření a prodával je do celého Rakouska-Uherska do Ruska. Po znárodnění byla část výroby koření převedena do bývalé textilky Richter ve Varnsdorfu, kde byl mlýn na mletí koření a balírna koření. Pražily a balily se zde také arašídy ve slupce. V roce 1991 byl státní podnik přejmenován na ARKO (arašídy-koření), který se osamostatnil od Balíren obchodu Praha. V roce 1993 se firma přejmenovala na Emarko Varnsdorf. Ve firmě dochází k rozvoji, v krátké době je provoz vybaven třemi linkami na pražení arašídů v oleji a balicí linkou. Rozšiřuje se i výroba koření. V roce 1996 se měsíčně vyrábí 200 tun koření. V této době se na trhu objevuje nová konkurence a majitelé přijímají nabídku norské firmy Rieber na odkoupení. Majitel již v Česku vlastnil firmu Vitana, a.s. a zásadním způsobem reorganizoval firmu. Výroba arašídů byla přesunuta do Moskvy, výroba rýže a luštěnin do Roudnice nad Labem. Výroba suchých plodů byla ukončena. Do Varnsdorfu se přesunula výroba koření z norského Elverlumu. V současnosti se ve Varnsdorfu vyrábí 300 druhů koření pro norský, český a slovenský trh. V roce 2013 koupila Vitanu nadnárodní koncern Orkla se sídlem v Oslu, v roce 2020 byla integrace společnosti dokončena.
ABX výrobce krbových a kachlových kamen. Dále zde jsou podniky KWL, je zde jedna ze dvou mlékáren v Ústeckém kraji a jediný minipivovar v Ústeckém kraji. Ve Varnsdorfu jsou dále výrobci dřevostaveb Czech Pan a Polymur. Czech Pan byl jedním ze subdodavatelů stavby první české vědecké základny v Antarktidě, Mendelovy polární stanice na ostrově Jamese Rosse. O odvoz komunálního odpadu se ve městě stará firma EKO servis Varnsdorf a. s., společný podnik firmy Marius Pedersen a Města Varnsdorf.

### Obchody a restaurace
V současné době (2020) je ve Varnsdorfu pět supermarketů a dva hypermarkety, zastoupení mají Billa, Penny Market, Albert, Lidl a Kaufland. Vzhledem k blízkosti hranic s Německem má v obchodní síti velice silné zastoupení vietnamská menšina, je tu také hustá síť benzinových čerpacích stanic. Ve městě je dostatek restauračních zařízení, mezi významnější patří Pizzerie Prishtina, U Rudolfa III., Penzion Fontána, Restaurace U kostela bez věže. Ve Varnsdorfu se mimo jiné nachází (mini)pivovar Kocour, jenž byl založen v roce 2007. V roce 2011 se umístil na 5. místě celostátní ankety o podnikatelský počin roku. Ve stejném roce získal pivovar titul Firma roku Ústeckého kraje.

## Rodáci a osobnosti

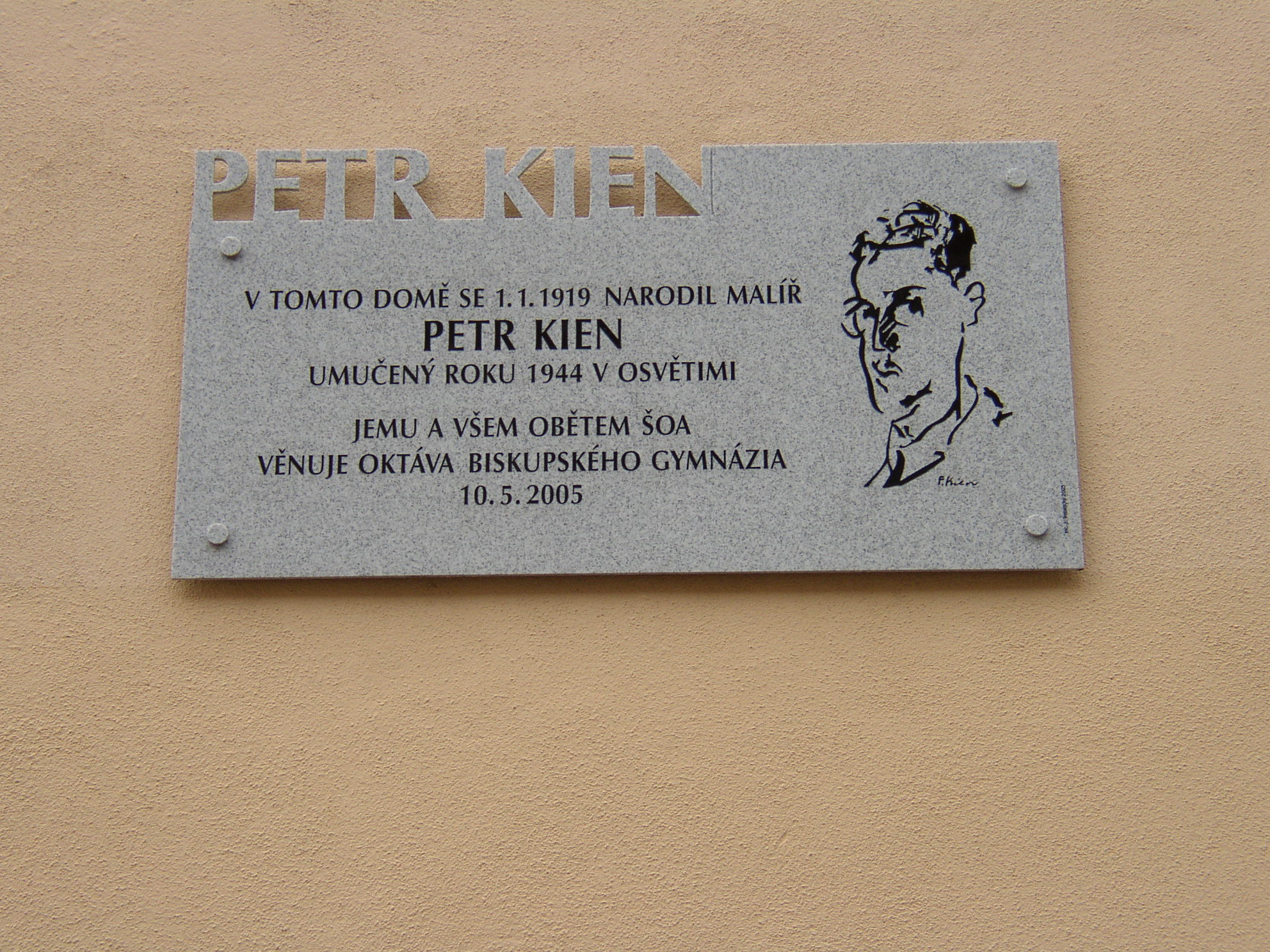
Pamětní deska na rodném domě Petra Kiena

Ve Varnsdorfu se za dobu jeho existence narodilo či zde působilo mnoho významných osobností, byly německého, českého, židovského a lužickosrbského původu.
- Jindřich z Varnsdorfu (asi 1265–1346), johanitský rytíř, komtur žitavské komendy. Podle historika Tomáše Edela je pravděpodobné, že byl autorem Dalimilovy kroniky.[178]
- Maxmilián Rudolf Schleinitz (1605–1675), teolog, od roku 1655 první biskup litoměřické diecéze.
- Joseph Schubert (1754–1837), autor čtyř oper, působil jako dvorní hudebník v Dráždanech.
- Alois Palme (1793–1864), varnsdorfský kronikář a historik.
- Vincenz Pilz (1816–1896), akademický sochař, člen vídeňské Akademie umění. Je tvůrcem mnoha soch a reliéfů ve Vídni a jiných městech Rakouska.
- Ambros Opitz (1846–1907), katolický kněz, zakladatel první varnsdorfské knihtiskárny, publicista a poslanec Českého zemského sněmu.
- Bjarnat Krawc (1861–1948), lužickosrbský hudební skladatel, dirigent a propagátor hudby, našel útočiště ve Varnsdorfu po vybombardování Drážďan, kdy přišel o veškerý majetek.
- Moritz Schnitzer (1861–1939), průmyslník a podnikatel, propagátor zdravého životního stylu a vegetariánství, zakladatel zahrádkářské kolonie Sluneční osada zdraví.
- Anton Möller (1864–1927), místní architekt, mimo jiné autor místních jatek, restaurace na vrchu Hrádek nebo kostela svatého Karla Boromejského.
- Arno Karl Max Plauert (1876–1937), společník varnsdorfské strojírny Otto Petschke a Co., zakladatel dnešního podniku TOS Varnsdorf.
- Mizzi Günther (1879–1961), rakouská zpěvačka a herečka, operní pěvkyně ve Vídni.
- Reinhold Klaus (1881–1963), rakouský malíř, grafik a malíř vitráží.
- Hugo Siegmüller (1889–1958), malíř, grafik (krajinomalba a motivy zimních sportů) a učitel (profesor) ve Varnsdorfu.
- Erich Czech (1890–1966), rakouský novinář.
- Harry Bartel (1896–1947), malíř, vystudoval malířskou akademii ve Vídni. Měl přezdívku „varnsdorfský Van Gogh“.
- Friedrich Bürger (1899–1972), politik (NSDAP) a funkcionář SA.
- Julius Kunert (1900–1993), podnikatel v textilním průmyslu.
- Hanka Krawcec (1901–1990), dcera Bjarnata Krawce, lužickosrbská výtvarnice a portrétistka.[179] Ve Varnsdorfu žila v letech 1947 až 1986. Jejím nejvýznamnější dílem je grafický cyklus „Člověk člověku by světlem měl být“. Její tvorbě je věnována část expozice v městském muzeu.[180] Je pohřbena na varnsdorfském hřbitově vedle svého otce.
- Peter Weiss (1916–1982), německo-švédský spisovatel, malíř, grafik a experimentální filmař.
- Petr Kien (1919–1944), výtvarník, básník a libretista z německy mluvící rodiny židovského původu. Napsal libreto k opeře Viktora Ulmanna Císař Atlantidy.[181] Byl umučen v Osvětimi.
- Heinrich Pleticha (1924–2010), německý spisovatel a editor knih s historickou tematikou.
- Josef Poláček (1925–2017), výtvarník.[182][183]
- Giselbert Hoke (1927–2015), rakouský výtvarník.
- Peter H. Feist (1928–2015), německý historik umění.
- Gideon Naor (* 1929), izraelský manažer a politik.
- William W. Paudler (1932–1998), univerzitní profesor a chemik.
- Leoš Suchařípa (1932–2005), český herec, dramaturg, překladatel a divadelní teoretik.
- Roswitha Märzová (* 1940), univerzitní profesorka a matematička, žije a pracuje v Berlíně.
- Winfried Pilz (1940–2019), německý kněz a autor duchovních písní.
- Alexej Baláž (1943–2016), katolický kněz, litoměřický kanovník.
- Ursula Staack (* 1943), německá herečka, šansoniérka a kabaretiérka.
- Evelyn Opela (* 1945), německá herečka.
- Josef Berger (* 1949), univerzitní profesor a buněčný biolog, žije v Českých Budějovicích.
- Milan Hrabal (* 1954), básník a překladatel poezie z hornolužické srbštiny a polštiny.[184]
- Dušan Fiala (* 1961), fyzik, působil na univerzitách v Německu a Velké Británii, pracuje ve Stuttgartu.
- Miroslav Pelta (* 1964), bývalý fotbalový brankář v letech 2011 až 2017 předseda Fotbalové asociace ČR, v letech 1994 až 2018 zastupitel města Jablonec nad Nisou, bývalý člen ODS.

## Fotogalerie

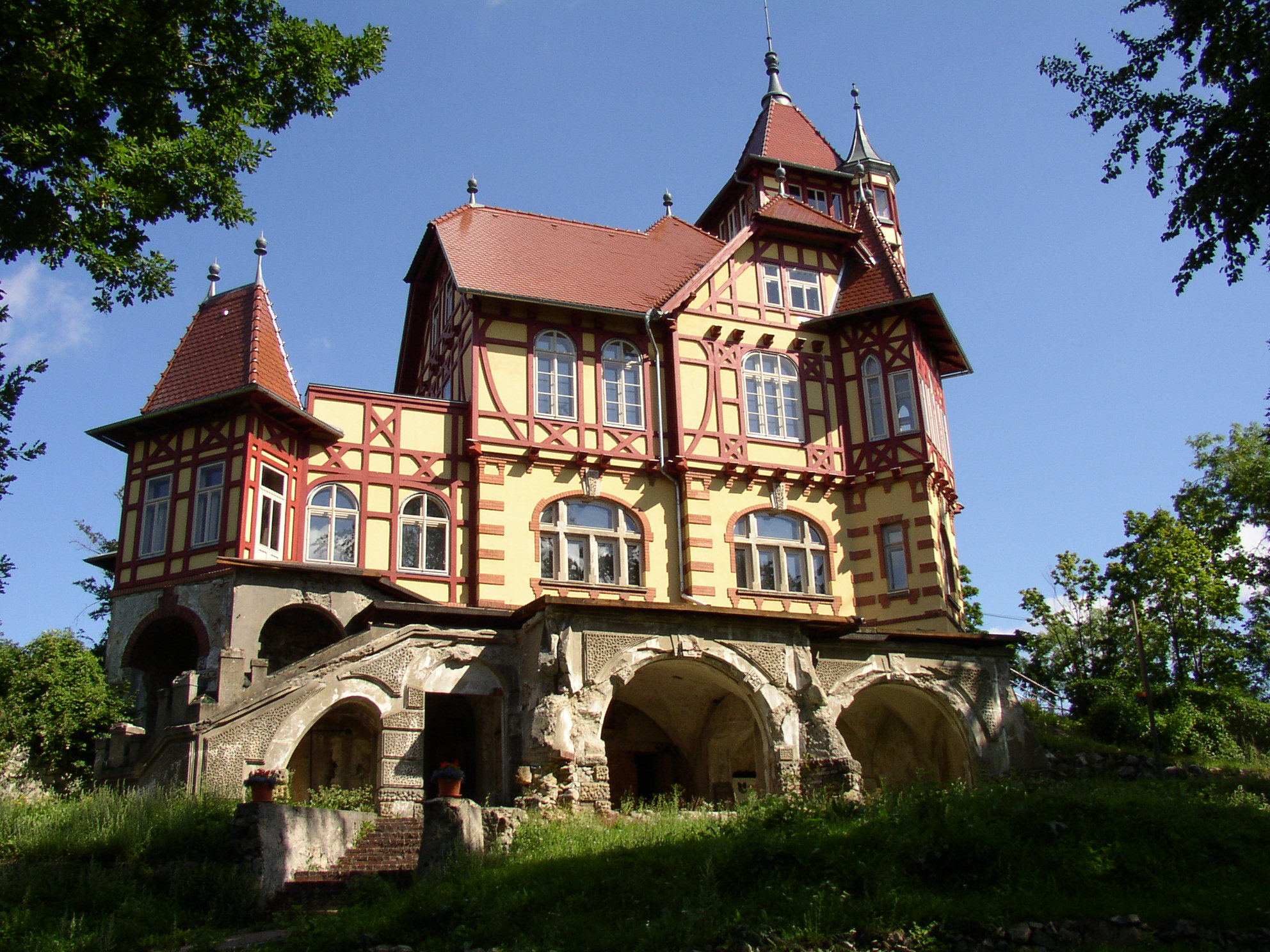
Výletní restaurace na hrádku
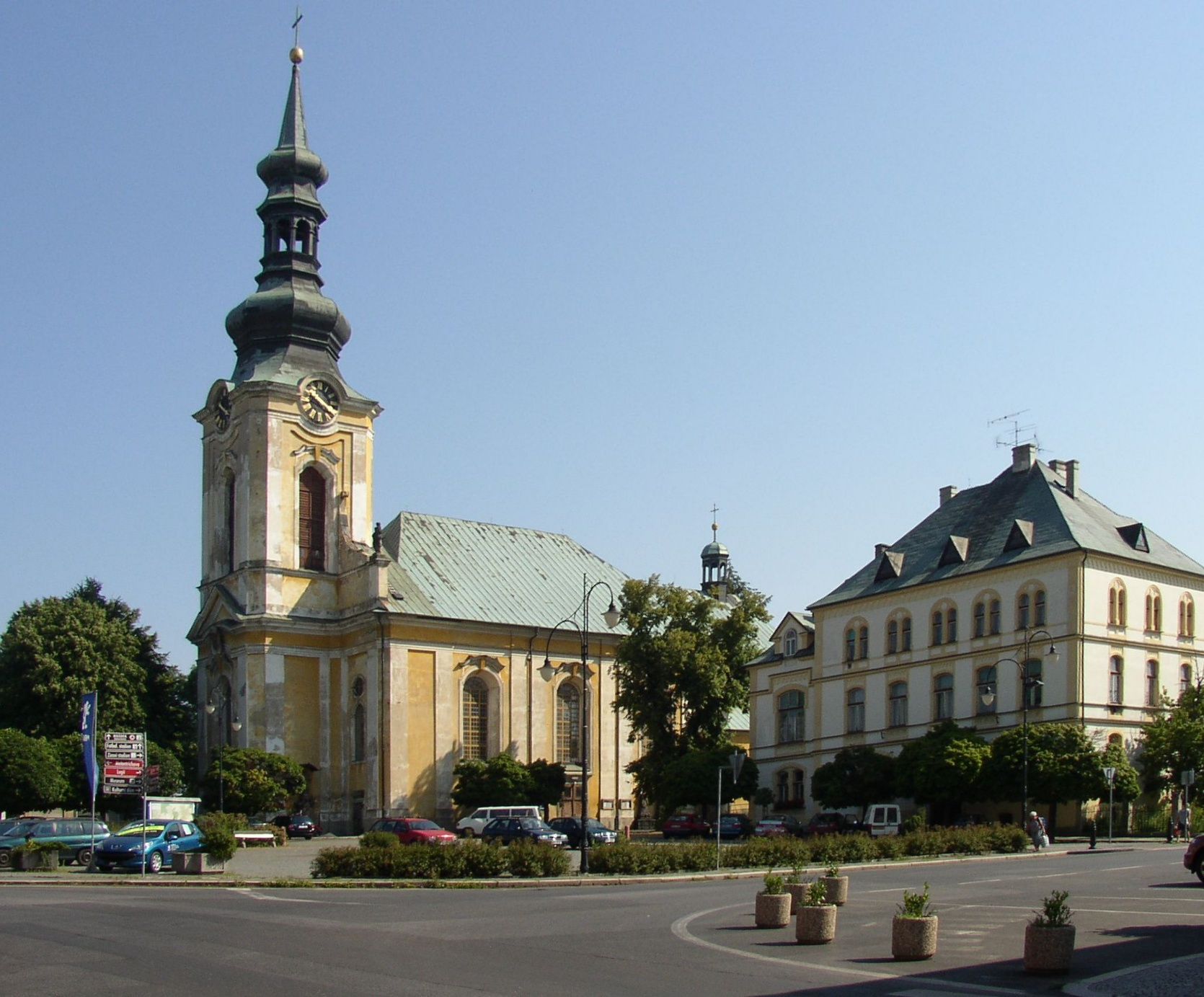
Kostel na náměstí, vpravo budova děkanství
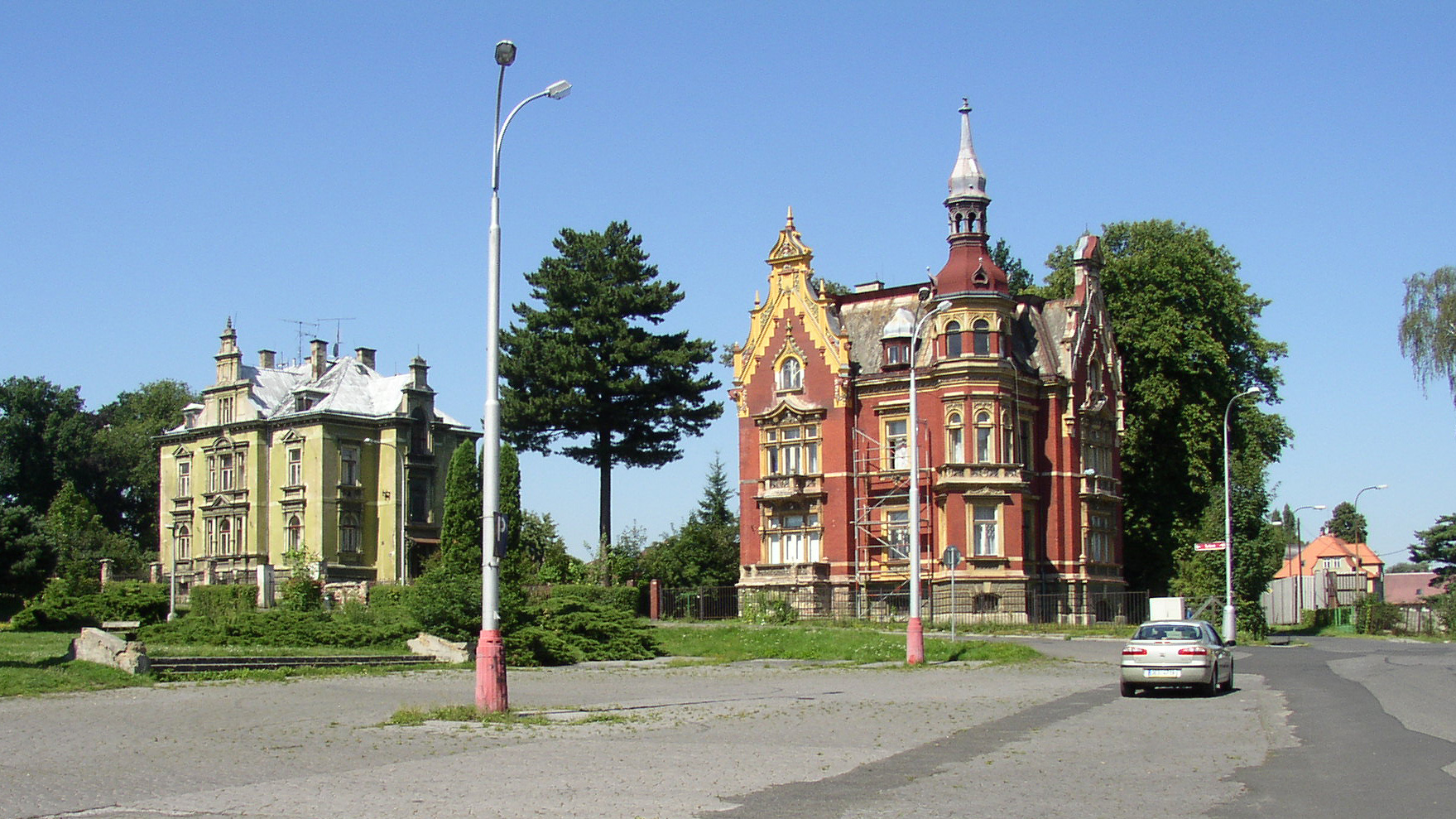
Klasicistní vily
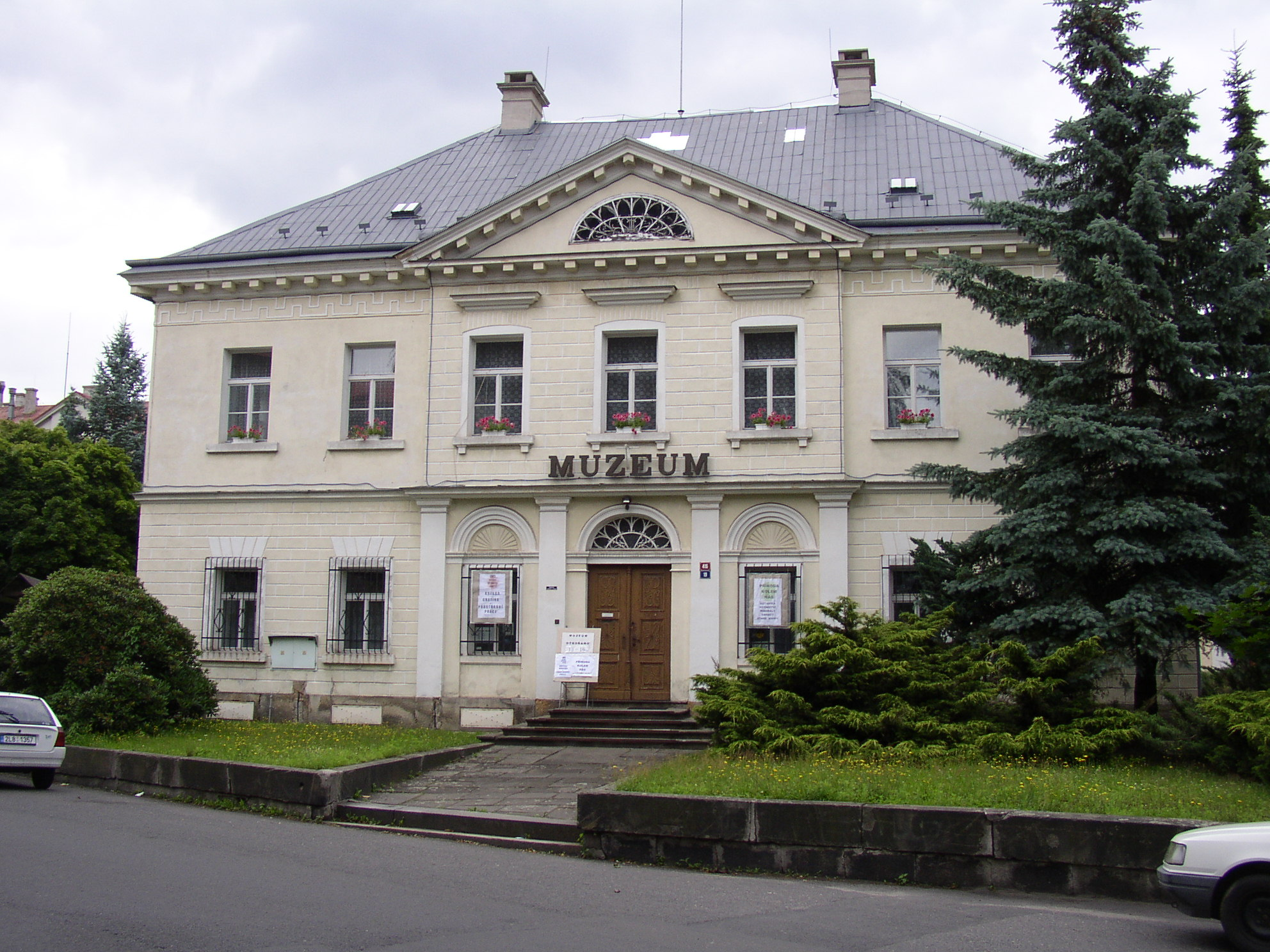
Muzeum